# Europa-Skulpturenpark

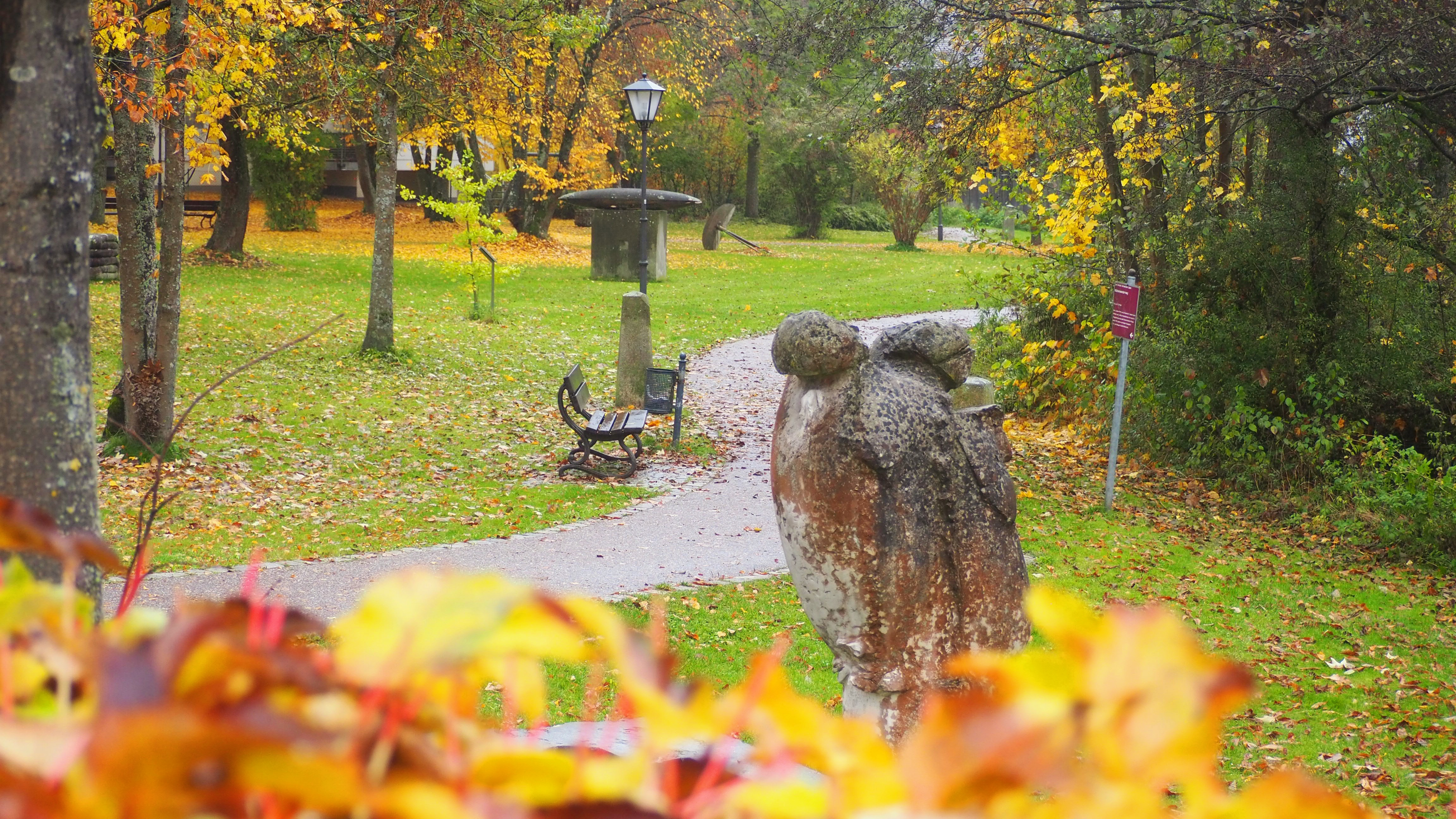
Blick auf den westlich gelegenen Teil des Zentrums des Skulpturenparks

Der Europa-Skulpturenpark in der oberpfälzischen Gemeinde Beratzhausen entstand ab dem Jahr 1992 und beinhaltet Bildhauerarbeiten aus Stein, Metall sowie Skulpturen aus Holz. Geschaffen wurde er, um nach dem Fall des Eisernen Vorhangs zunächst rumänischen Künstlern eine Bühne zu bieten und mithilfe der Kunst ost- und westeuropäische Länder und Völker zu verbinden.

## Lage und Beschreibung des Geländes
Der Skulpturenpark liegt zu einem Großteil im Kern von Beratzhausen, einer Marktgemeinde im westlichen Landkreis von Regensburg, am Ufer entlang des Flusses Schwarze Laber, auf den sogenannten Laberwiesen. Auf dem Gelände fanden im Laufe der Jahre 23 Kunstwerke namhafter regionaler, nationaler und internationaler Künstler Platz. Es wurde in den letzten Jahren auch auf andere Ortsteile erweitert. Aktuell beinhaltet der Park 43 Skulpturen, die sich im Eigentum des Marktes Beratzhausen und des Kuratoriums Europäische Kulturarbeit Beratzhausen befinden.

## Entstehung und Entwicklung

### Hintergründe

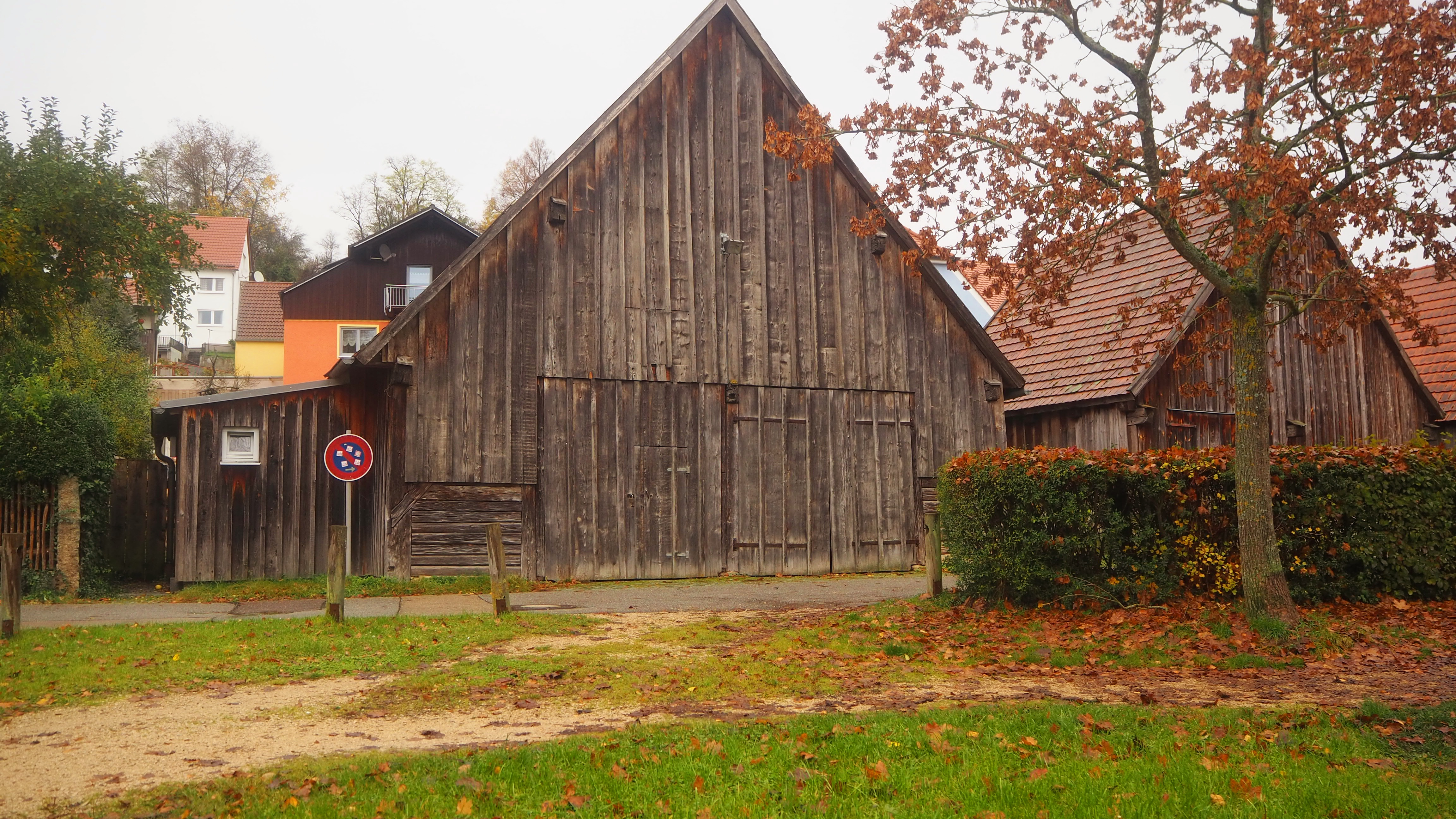
In diesem Stadel fertigten die Künstler während der Symposien ihre Werke

Kurz nach dem Fall des Eisernen Vorhangs 1990 organisierten sich einige Beratzhausener Bürger, um einen Konvoi mit Hilfsgütern, darunter Krankenhausbetten, nach Rumänien zu bringen, um vor Ort humanitäre Hilfe zu leisten. Es folgten mehrere Hilfskonvois dieser Gruppe, die sich in den Folgejahren zur „Rumänienhilfe Beratzhausen“ vereinte. Während des ersten Konvois entstand die Idee, zunächst rumänischen Künstlern in Westeuropa eine Möglichkeit zu schaffen, sich zu präsentieren. Ziel war es, die Kunst als vereinendes Mittel zwischen Völkern zu nutzen. Bereits im Folgejahr veranstaltete die Organisation eine Deutsch-Rumänische Kulturwoche mit insgesamt 70 Künstlerinnen und Künstlern, von denen alle privat bei Familien in der Marktgemeinde untergebracht wurden. 1992, ein Jahr nach der Kulturwoche, organisierte man ein Bildhauer-Symposium mit sechs rumänischen Künstlern in Beratzhausen, die in ihrer Heimat, einer davon auch in den Vereinigten Staaten, bereits Berühmtheit erlangt hatten. Botschafter der Künstler und Ehrengast war der spätere Außenminister von Rumänien, Andrei Plesu. Als Arbeitsstätte für die Künstler wurde eine Scheune, die ebenfalls im Ortsteil Essenbügl liegt, saniert und ausgebaut. Es galt während der acht Wochen des Symposiums, Akzeptanz in der Bevölkerung für die Arbeit der Künstler zu schaffen und gleichzeitig die Kulturen durch ebendiese Kunst zusammenwachsen zu lassen.

### Bestimmung des Geländes
Die bedeutende, jedoch bis dahin aufgrund des Eisernen Vorhangs nahezu unbekannte, osteuropäische Kunst, sollte in der Marktgemeinde ein möglichst breites Publikum erreichen. Ein idyllischer Grünstreifen, die Laberwiesen, entlang der Schwarzen Laber, einem Zufluss der Donau, inmitten des Ortes gelegen, wurde deshalb dafür ausgewählt. Das Gelände liegt im Ortsteil Essenbügl. Gegen anfängliche Widerstände von einzelnen Bürgern erhielt dieser Standort im Gemeinderat parteiübergreifend den Zuschlag.

### Eröffnung des Parks
Eröffnet wurde der Skulpturenpark, nach Beendigung des Bildhauer-Symposiums 1992, mit den Kunstwerken der Künstler Mihai Buculei (Bukarest), Viorel Farcas (Philadelphia), Liviu Russu (Bukarest), Serban Dumitru (Arad), Napoleon Tiron (Bukarest), Aurel Vlad (Bukarest).

### Erweiterung des Areals
Im Lauf der Zeit wurde das Gelände mehrfach ausgeweitet: Es entstand, ebenfalls am Ufer der Schwarzen Laber und im Ortskern gelegen, auf den sogenannten Laberwiesen ein weiterer Teil des Parks. Inzwischen umfassen das Gelände des Europa-Skulpturenparks entlang des Flussufers 23 Kunstwerke. Die Erweiterung des Europa-Skulpturenparks erlangte im Jahr 1998 eine neue, bis dahin ungeplante Dimension: Waren zuvor die Skulpturen aus Stein und Holz entlang der Schwarzen Laber errichtet worden, verlagerte sich der Park nunmehr auch dezentral auf die umliegenden Ortsteile. Den Anfang machte dabei Schrotzhofen. Im Laufe der Jahre erweiterte sich der Skulpturenpark auf die Ortsteile Oberpfraundorf, Unterpfraundorf, Rechberg, Schwarzenthonhausen, Mausheim und Pexmühle, sodass inzwischen ein Großteil der Gemeinde als Bestandteil des Europa-Skulpturenparks genannt werden kann. Sogar ein eigener Wanderweg verbindet den dezentralen Skulpturenpark.

## Kuratorium Europäische Kulturarbeit

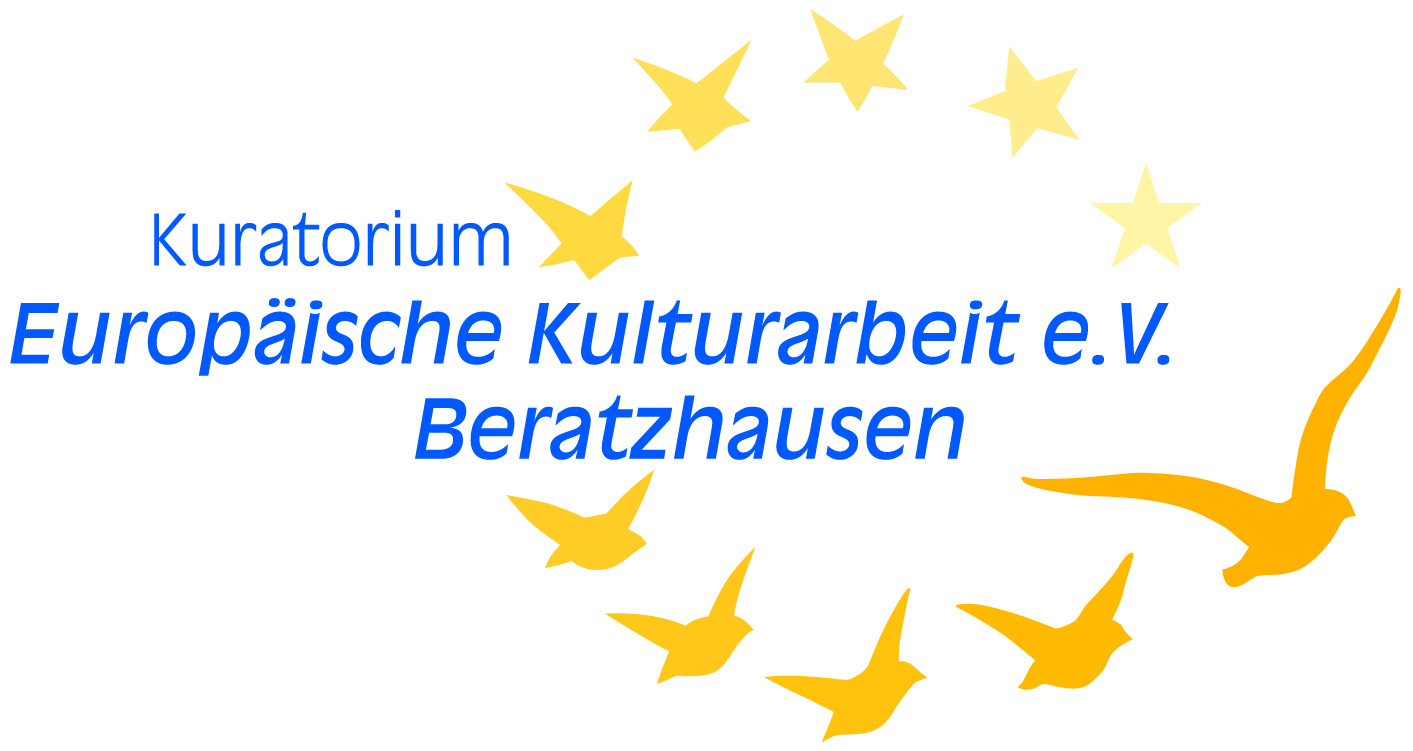
Das Logo des Kuratoriums Europäische Kulturarbeit Beratzhausen e.V.

Das Kuratorium Europäische Kulturarbeit e. V. ist Trägerverein des Skulpturenparks. Der Verein entstand aus der Rumänienhilfe Beratzhausen, die ab 1990 Hilfskonvois nach Rumänien organisierte. 1995, drei Jahre nach dem ersten Symposium und der Entstehung des Skulpturenparks, gründete sich das Kuratorium. Nachdem 1995 beim Symposium der Konkreten Kunst zwölf Künstler aus zehn europäischen Ländern zu Gast waren, nannte man sich „Kuratorium Europäische Kulturarbeit“. Zuvor organisierte die Gruppe die Entwicklung des Parks noch ohne offizielle Eintragung. Die Gründungsmitglieder bildeten gleichzeitig eine parteiübergreifende Gruppe im Gemeinderat von Beratzhausen. Derzeit ist der Direktor der Katholischen Jugendfürsorge in der Diözese Regensburg, Vorsitzender des Kuratoriums. Das Ziel des Vereins bleibt, durch Kultur die Völker Europas zu vereinen.

## Werke in der Dauerausstellung
Eine Besonderheit des Europa-Skulpturenparks in Beratzhausen ist es, dass jeder der an den regelmäßig stattfindenden Kunst-Symposien teilnehmende Künstler dem Kuratorium sein Kunstwerk überlässt. Daraus entstand eine Dauerausstellung, die inzwischen 43 Kunstwerke aus Stein, Holz und Metall umfasst und als Wanderweg entlang der Gemeinde Beratzhausen gelegen ist.
Die Werke in der Dauerausstellung:
„Erhebung“ von Viorel Farcas

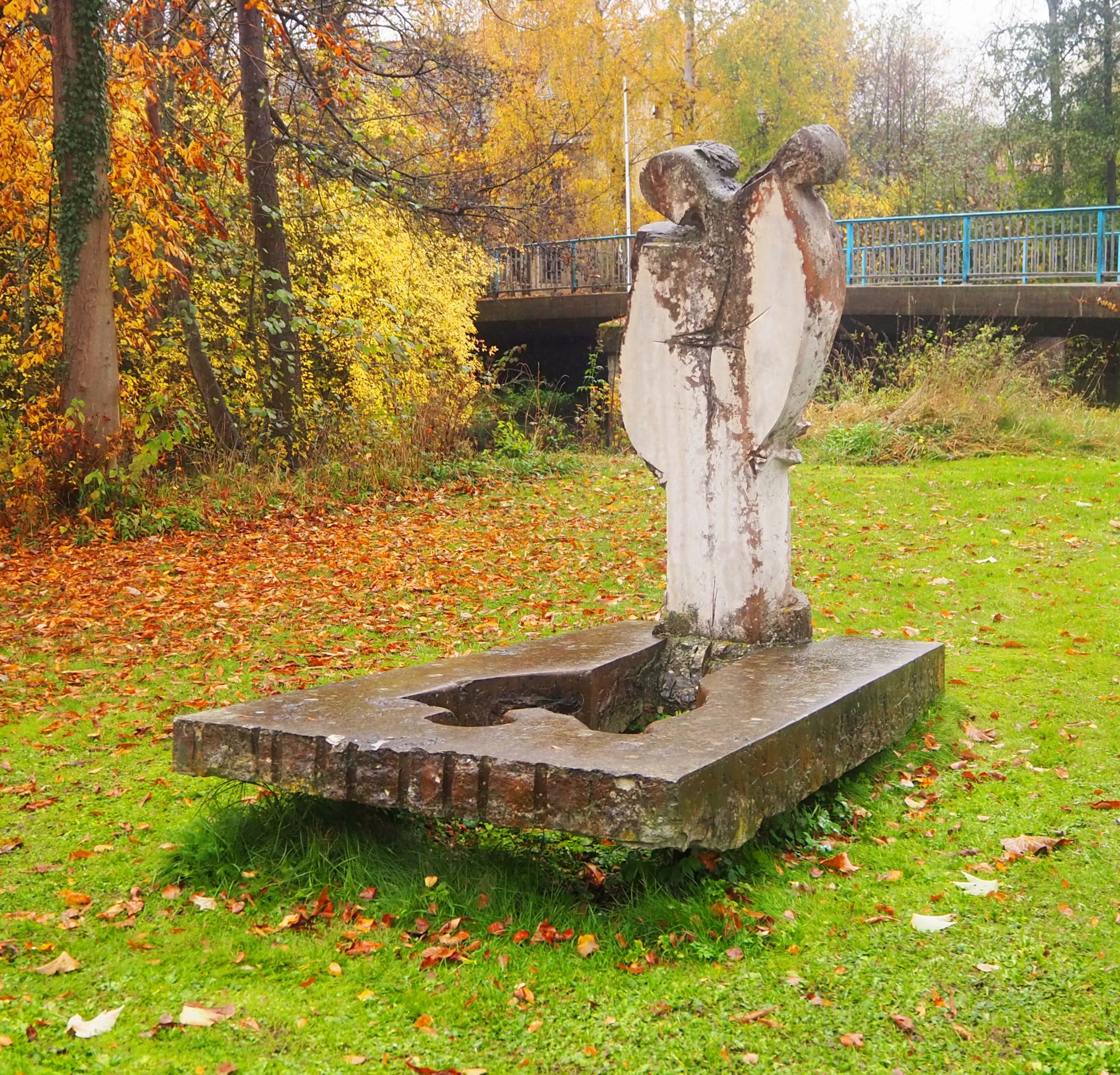
Erhebung von Viorel Farcas

Das Werk entstand während des Bildhauer-Symposiums 1992. Die Erhebung zeigt die Auferstehung einer Figur aus der Materie, dessen Konturen noch spiegelbildlich in der Steinplatte sind. Viorel Farcas stellt mit der Skulptur den Menschen als Wesen der Schöpfung, der aus der Erde geschaffen ist, aber auch die Auferstehung Jesu, der gewaltsam die Grabplatte sprengte, in den Mittelpunkt. Die Ausrichtung der Skulptur in dem Skulpturenpark ist dabei nicht zufällig gewählt: Farcas setzte die Figur in Richtung Osten auf; ein Symbol für das rebellische Aufbegehren seiner Heimat Rumänien. Sowohl die horizontalen, als auch die vertikalen Elemente des Werkes haben ihre endgültig waagrechte bzw. senkrechte Position (noch) nicht erreicht. Auch das ist ein Symbol des Umbruchs Anfang der Neunziger Jahre.
„Die Geburt“ von Dumitru Serban

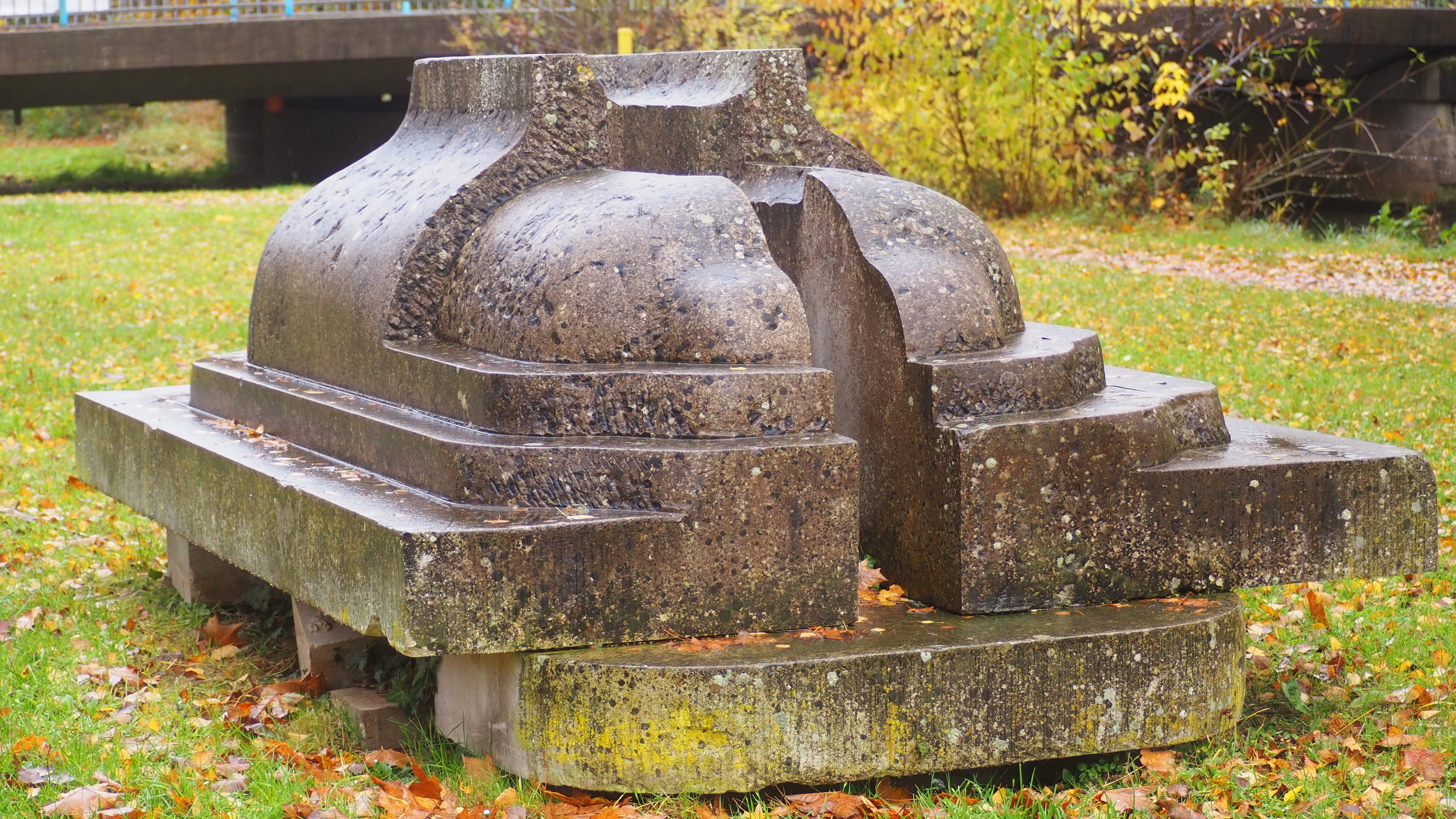
Die Geburt von Dimitru Serban

Dumitru Serban verewigte sich während des Symposiums 1992 mit einer steinernen Darstellung der Geburt. Sein Werk ist eine abstrakte Darstellung der Entwicklung des Lebens. Förmlich aus der Erde, in kleinen Wellen, entwickelt sich der Mensch. Im oberen Teil ist ein Mensch im Werden zu erkennen. Die nicht ganz symmetrische Arbeit ist aus zwei Elementen gefertigt, die ein Spalt in der Mitte trennt. Aus dieser Öffnung entspringt neues Leben in Form von Pflanzen, die sich ihren Weg bahnen. Auch die Geburt Jesu lässt sich interpretieren, die durch seine Menschwerdung die religiösen Traditionen aufbricht.
„Winkel des Lebens“ von Napoleon Tiron

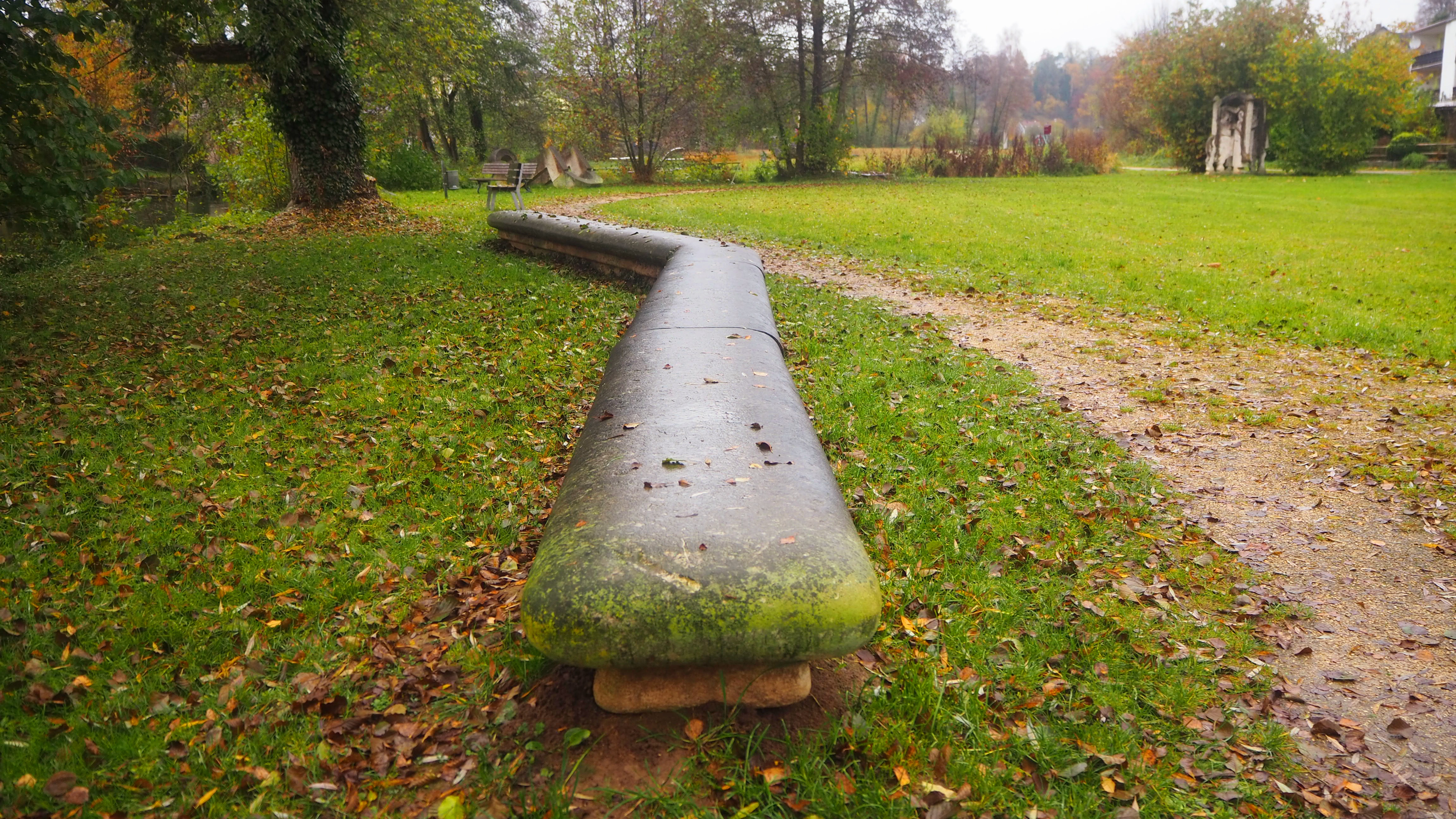
Winkel des Lebens von Napoleon Tiron

Die in Winkelform ausgearbeitete Bank entstand 1992. Sie symbolisiert den langen Lebensweg des Menschen, der niemals gleichmäßig, sondern in vielen Ecken und Winkeln verläuft. Die stumpfe Spitze des Winkels zeigt auf die auf einer Anhöhe gelegenen Kirche „Maria Hilf“. Die beiden Schenkel des Kunstwerkes verlaufen mit der Schwarzen Laber, auf deren Ufer es angelegt wurde. Die eigenwillige und nur auf den ersten Blick einfache Arbeit zeichnet sich dadurch aus, dass sie sich harmonisch der Landschaft anpasst und filigrane Strukturen an der Oberfläche ausweist. Napoleon Tiron hat damit eine Funktionalskulptur geschaffen, von der er sich wünscht, dass sich Mütter und Kinder ausruhen und dem Leben im Fluss zusehen.
„Festung“ von Liviu Russu

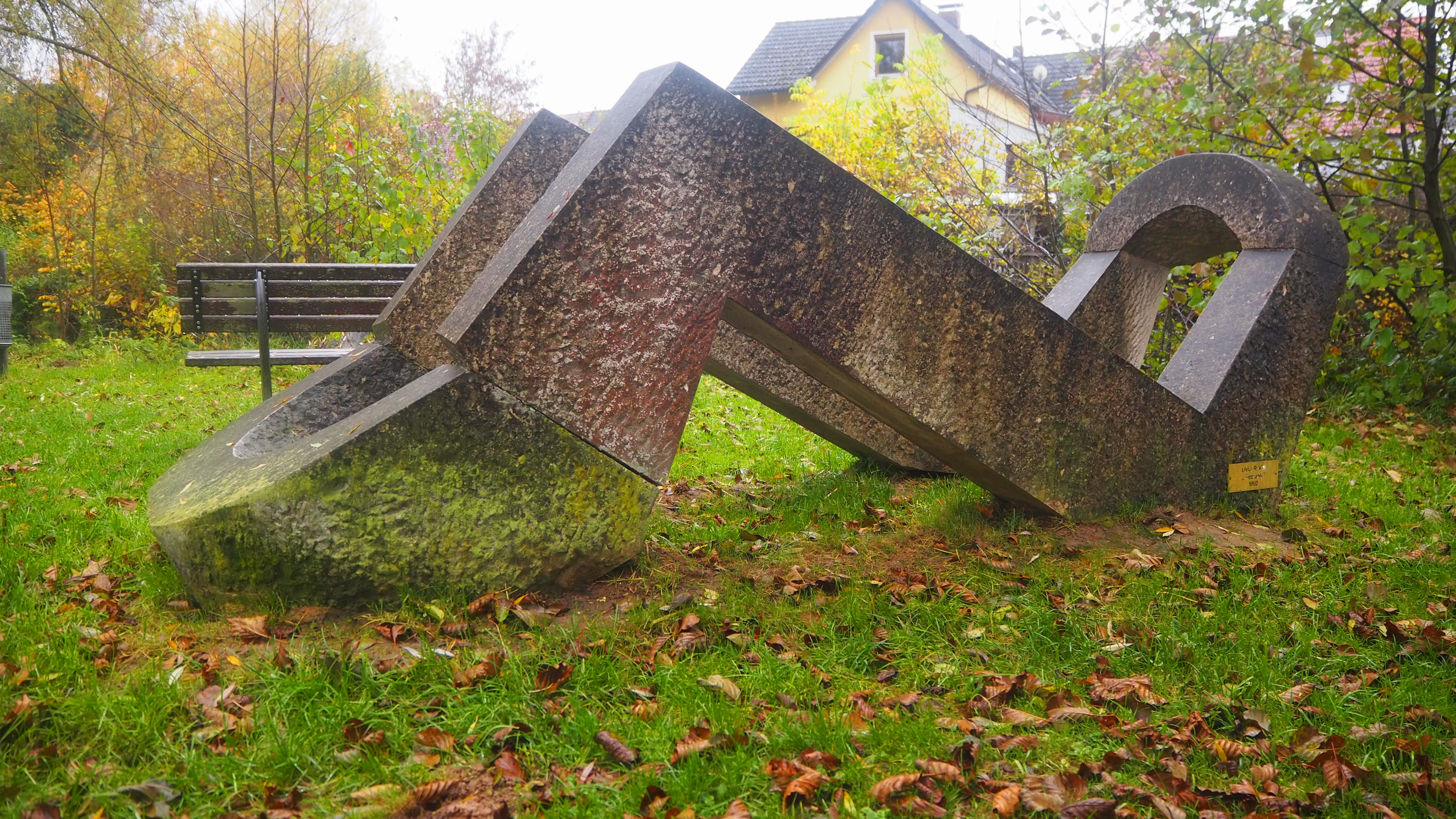
Festung von Liviu Russu

Für den Betrachter spielt Russu mit dem Steinmaterial aus geschwungenen und kantigen Formen. Die Oberflächen des ebenfalls während des ersten Bildhauer-Symposiums 1992 entstandenen Werks sind gegensätzlich strukturiert oder glatt. Weich und dahingestreckt in die Natur des Flussufers integriert, verkörpert das Werk Russus das Beschützende in einer mittelalterlichen Festung, die den Menschen, die in ihr leben, Geborgenheit gab. Ein Tor zum Betreten und Verlassen ist klar erkennbar. Die abstrakte Figur soll die Fantasie der Betrachter herausfordern. Der Mensch braucht den Schutz einer Gemeinschaft, die ihm Wärme und Freundschaft zuteilwerden lässt. Die Arbeit, entstanden wenige Jahre nach dem Fall des Eisernen Vorhangs, gilt damit als Symbol der Völkerverständigung.
„Kreuzweg“ von Aurel Vlad

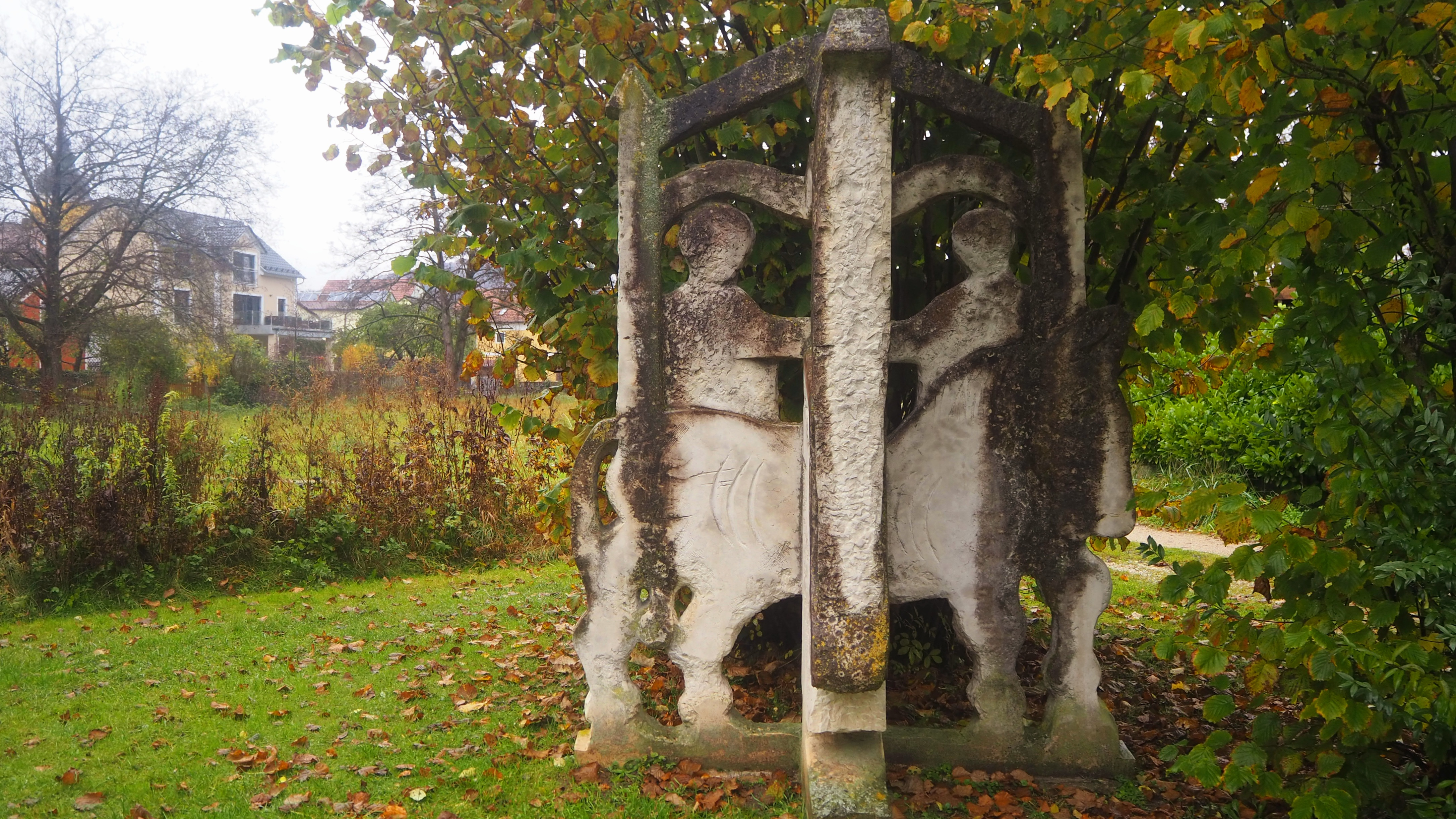
Kreuzweg von Aurel Vlad

Das Werk gleicht einem steingewordenen Scherenschnitt, durchsichtig und filigran. Die Arbeit Vlads aus dem Jahr 1992 ist figurativ und lässt wenig Spielraum für eigene Interpretationen. Klar und deutlich zeigen seine rechtwinkligen Verschnitte zwei Szenen: Der Eine zeigt die Flucht von Maria und Jesus nach Ägypten. Der zweite Verschnitt zeigt die Pieta, also die Kreuzabnahme. Dieses religiöse Werk basiert auf der byzantinisch orthodox geprägten Welt von Aurel Vlad. Die Anlehnung dieser Skulptur an die traditionelle Volkskunst Südeuropas lässt vielen Betrachtern die Arbeit als besonders verständlich erscheinen.
„Brücke zur Seligkeit“ von Mihai Buculei

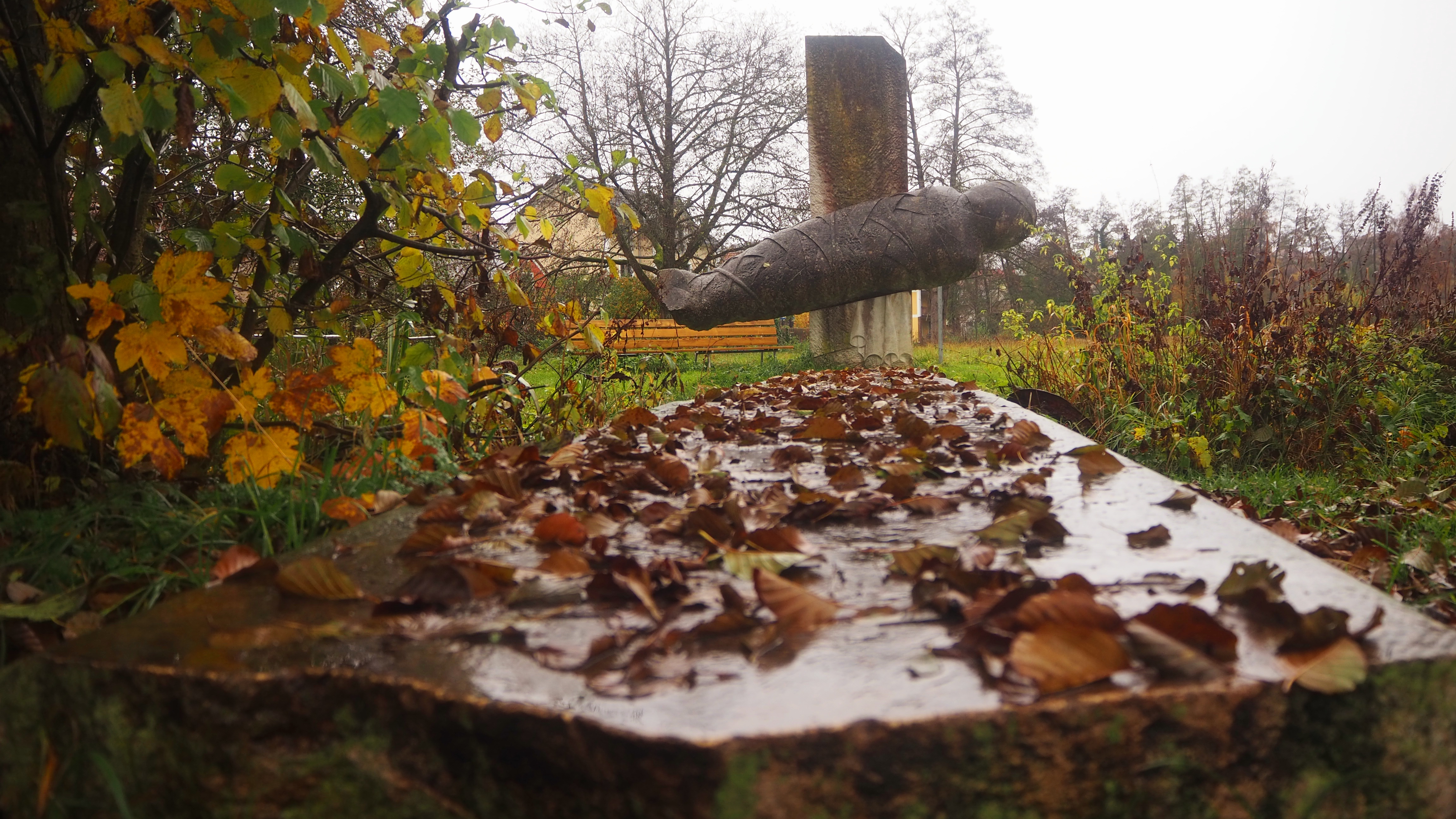
Brücke zur Seligkeit von Mihai Buculei

Das Monumentalwerk bildete den Abschluss des ursprünglichen Geländes des Skulpturenparks. Ein mächtiger Quader führt als Brücke über einen Wassergraben. Der natürlich entstandene Graben und die durch Buculei eingesetzte Brücke symbolisieren das Diesseits und das Jenseits. Gegenüber auf einem horizontal ausgerichteten Thron liegt schräg eine mumienartige Gestalt, die zur Kirche „Maria Hilf“ hin ausgerichtet ist. Im Spannungsfeld zwischen Universum und Erde soll die Figur den Geist des Menschen verkörpern, der seine Kraft und Energie vom Himmel erhält und dennoch mit der Erde verwurzelt ist. Dabei fallen viele künstlerische Feinarbeiten auf: Der zurückgezogene Vorhang am Thron, die nahezu perfekte Wicklung der Figur und der abgebogene Aufgang zur Brücke, der die vielen Hindernisse des Lebens verdeutlichen soll.
„Paracelsus vor dem Zehentstadl“ von Mihai Buculei

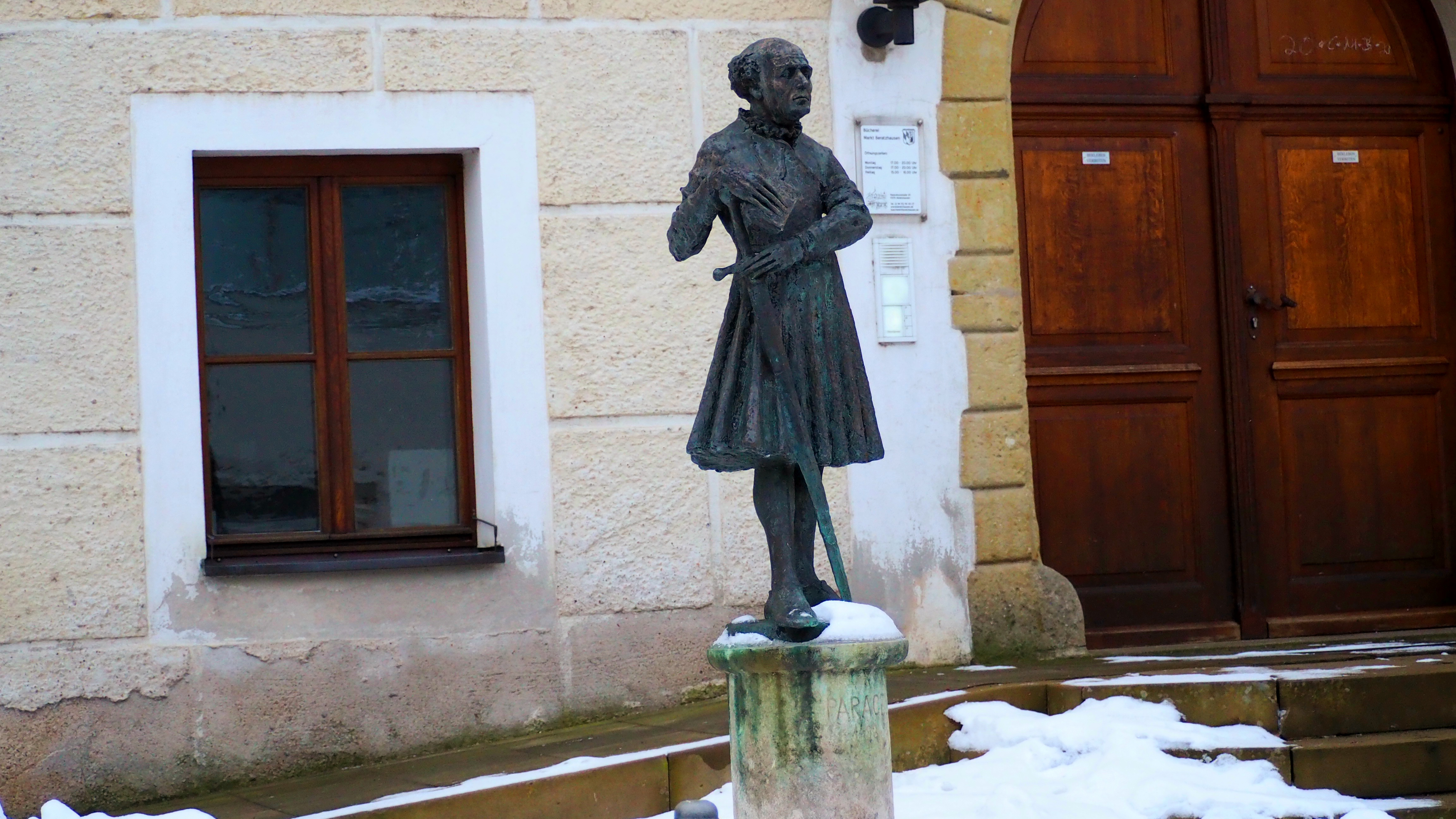
Paracelsus von Mihai Buculei

Mit diesem Werk würdigte der Künstler 1995 die Kulturstätte des Marktes Beratzhausen: Der Zehentstadel ist ein Veranstaltungsort, der seit seiner Renovierung vielen bekannten Künstlern eine Bühne bietet. Buculei erschuf die Figur von Paracelsus, eigentlich Theophrastus von Hohenheim, der im Jahr 1530 hier weilte und seine berühmten Bücher vollendete. Er erwähnte den Markt in seinem Buch Paragranum: „Der genius loci Beratzhausen ist´s, der mich ruft.“ Weiter beschrieb er die Weltoffenheit dieses Ortes. Diese Weltoffenheit nahm sich Buculei zum Vorbild: Der Zehentstadl bietet inzwischen unzähligen Kunstwerken von Künstlern aus aller Welt ein zuhause. Die Arbeit Buculeis ist eines von insgesamt elf Werken in der Dauerausstellung des Skulpturenparks, die nicht während eines Symposiums entstand.
„Argula von Grumbach“ von Mihai Buculei

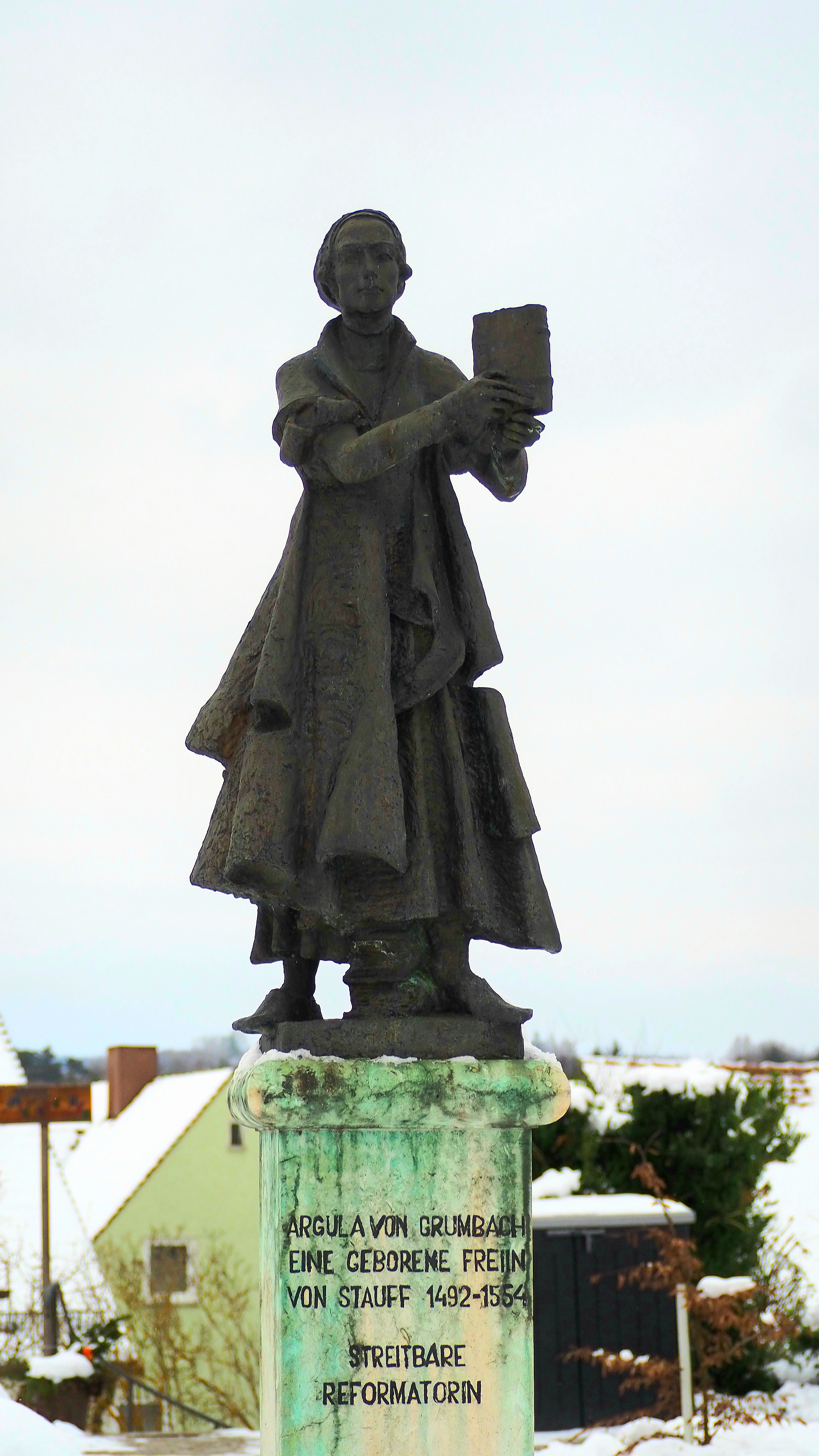
Argula von Grumbach von Mihai Buculei

Das Werk Argula von Grumbach war ebenfalls eine Auftragsarbeit des rumänischen Künstlers. Beauftragt hatte ihn der Ehrenvorsitzende des Kuratoriums, Josef Bezold. Dieser spendete die Skulptur der evangelischen Kirche im Ort. Die streitbare Reformatorin, Argula von Grumbach (geborene von Stauff), wurde 1492 auf der in Beratzhausen gelegenen Burg Ehrenfels geboren. Im Laufe der Zeit wurde Beratzhausen ein Zentrum der Reformation. Die Statue der Reformatorin ist daher ein Symbol. Eine Gemeinde, die in den vergangenen Jahren viele europäische Verbindungen geschaffen und die Beziehung zwischen der katholischen und evangelischen Pfarrgemeinde stetig verbessert hat, wollte durch das Kunstwerk einen Mittelpunkt der Ökumene und Aufgeschlossenheit schaffen.
„Alpha und Omega“ von Ingo Glass

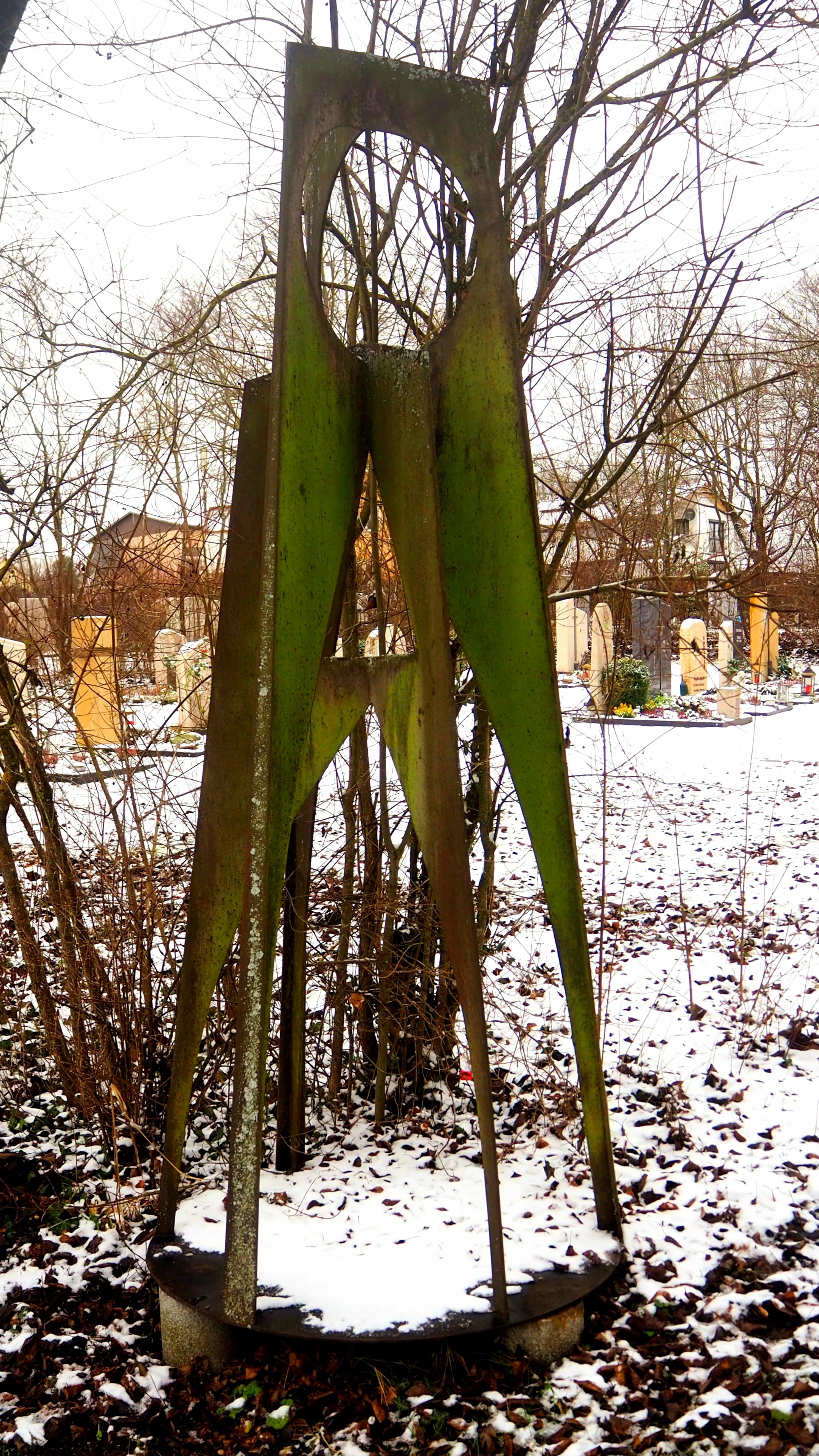
Alpha und Omega von Ingo Glass

Der rumänische Metallbildhauer Ingo Glass ist seit Anfang der 1990er Jahre ein Berater und Freund des Kuratoriums. Mit seinem Kunstwerk schaffte er ein neues Verhältnis von Plastizität und Raum, im Zusammenspiel geometrischer Formen. Für diese Kunstformen ist Glass bekannt. Über ihn und seine Kunst sagte der frühere Ingolstädter Kulturreferent Peter Volkwein: „Reduziert in der Formensprache wirkt dabei das Zeichnerisch-lineare als besonderes Ausdrucksmittel seiner Plastiken.“
„Kriegerdenkmal“ von Mihai Buculei und Aurel Vlad

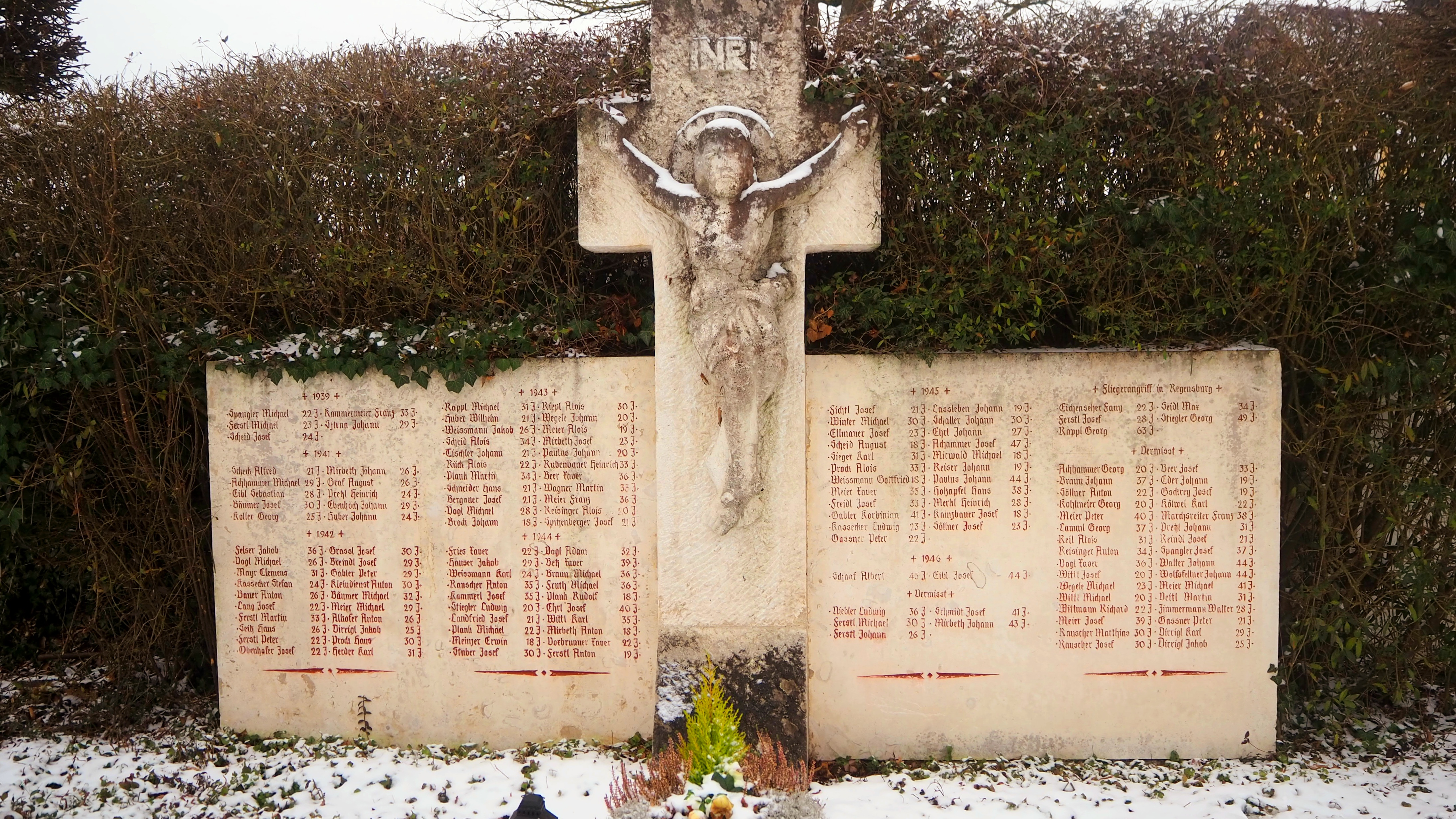
Kriegerdenkmal von Mihai Buculei und Aurel Vlad

Die Auftragsarbeit symbolisiert die große Verbundenheit der Beratzhausener Bevölkerung mit den rumänischen und osteuropäischen Künstlern. Buculei schuf für das Kriegerdenkmal einen Christuskorpus aus Kalkstein, der den Mittelpunkt zweier Steintafeln bildet. Auf den Tafeln verewigte sein Künstlerkollege Vlad die Namen der Gefallenen der Marktgemeinde aus den beiden Weltkriegen.
„Pantokrator“ von Mihai Buculei

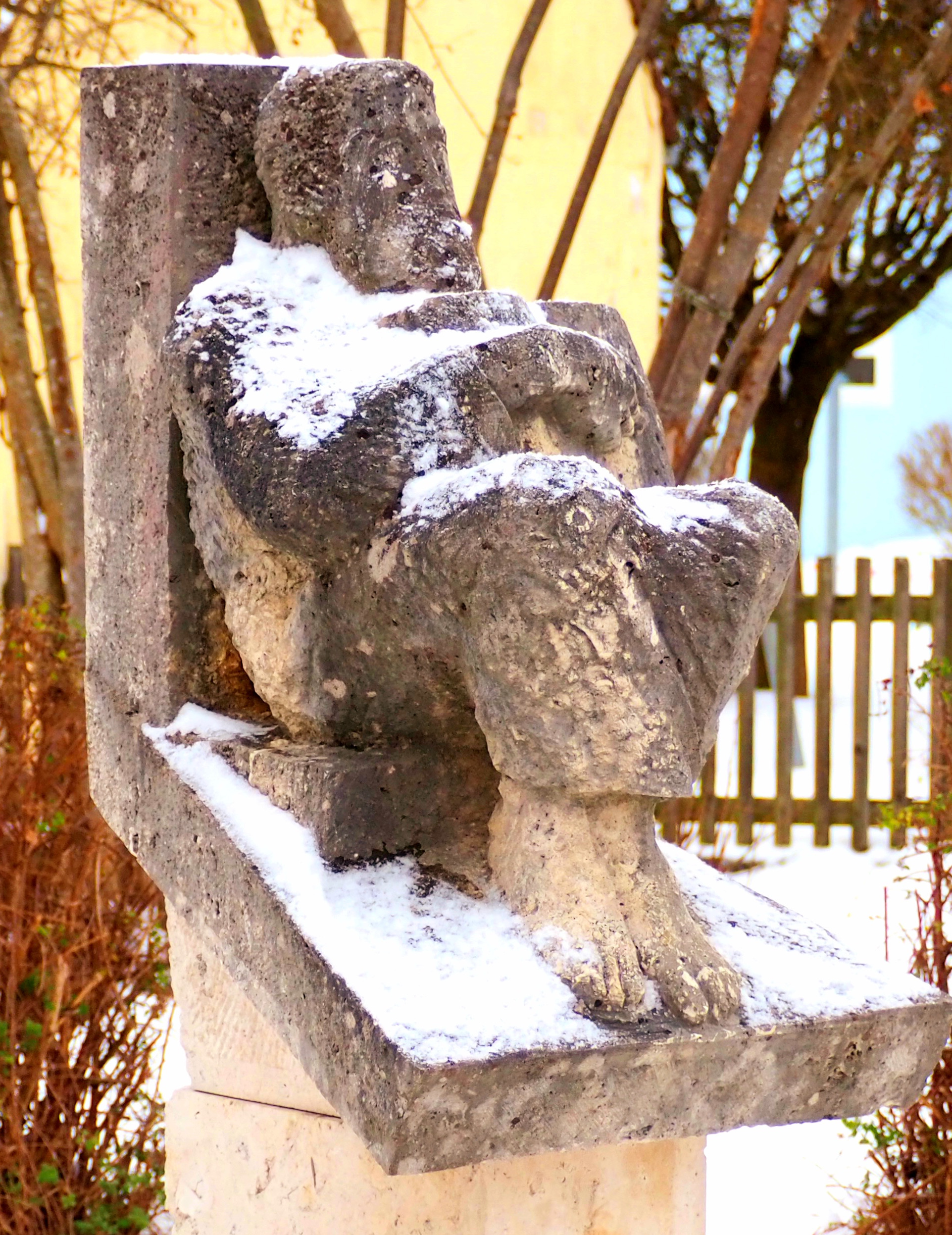
Pantokrator von Mihai Buculei

Buculei schuf das Kunstwerk Pantokrator (griech. Allmächtiger) für die Schüler in Beratzhausen. Die Skulptur stellt Christus als Weltherrscher dar, der mit seiner Hand auf das Buch des Lebens hinweist. Das Werk ist ein Geschenk Buculeis an die Marktgemeinde.
„Gedenktafel an der Maria-Hilf-Kirche“ von Mihai Buculei, Viorel Farcas, Liviu Russu, Serban Dumitru, Napoleon Tiron und Aurel Vlad

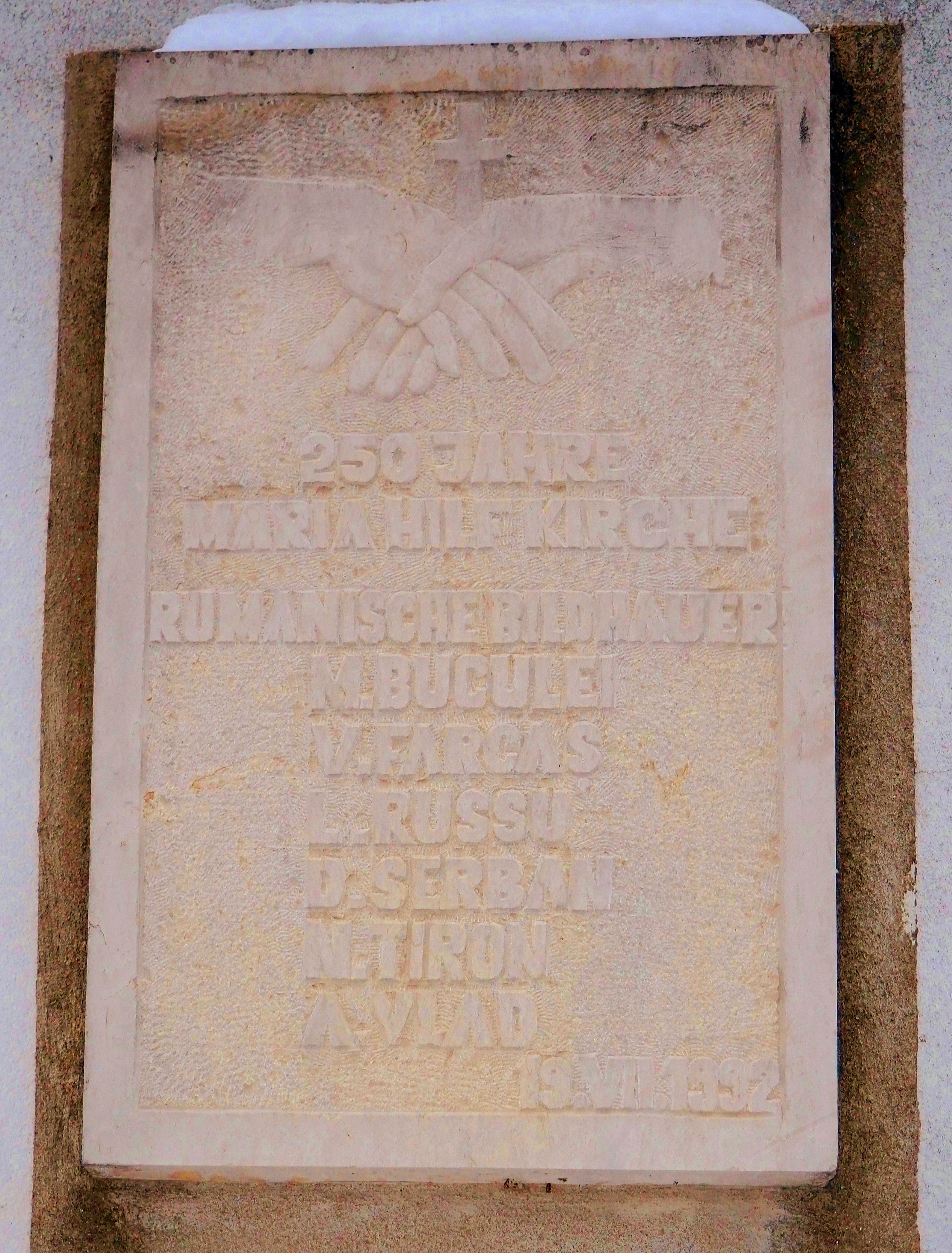
Gedenktafel an der Maria-Hilf-Kirche von den Bildhauern des Symposiums 1992

Die sechs rumänischen Künstler fertigten 1992, während des ersten Bildhauersymposiums, eine Gedenktafel anlässlich der inmitten des Symposiums stattfindenden Feierlichkeiten zum 250-jährigen Bestehen der Maria-Hilf-Kirche. Die Gedenktafel war ein Geschenk der Künstler an die Pfarrgemeinde. Sie wurde an der Außenfassade der Kirche angebracht und von Weihbischof Karl Flügel gesegnet. In die Steintafel aus Kalkstein meißelten die Künstler zwei Hände. Sie symbolisieren die orthodoxe und die katholische Kirche, die sich die Hände reichen. Unter den Händen verewigten sich die Künstler mit ihren Namen.
„Dreifaltigkeitssäule“ von Franz Pröbster Kunzel

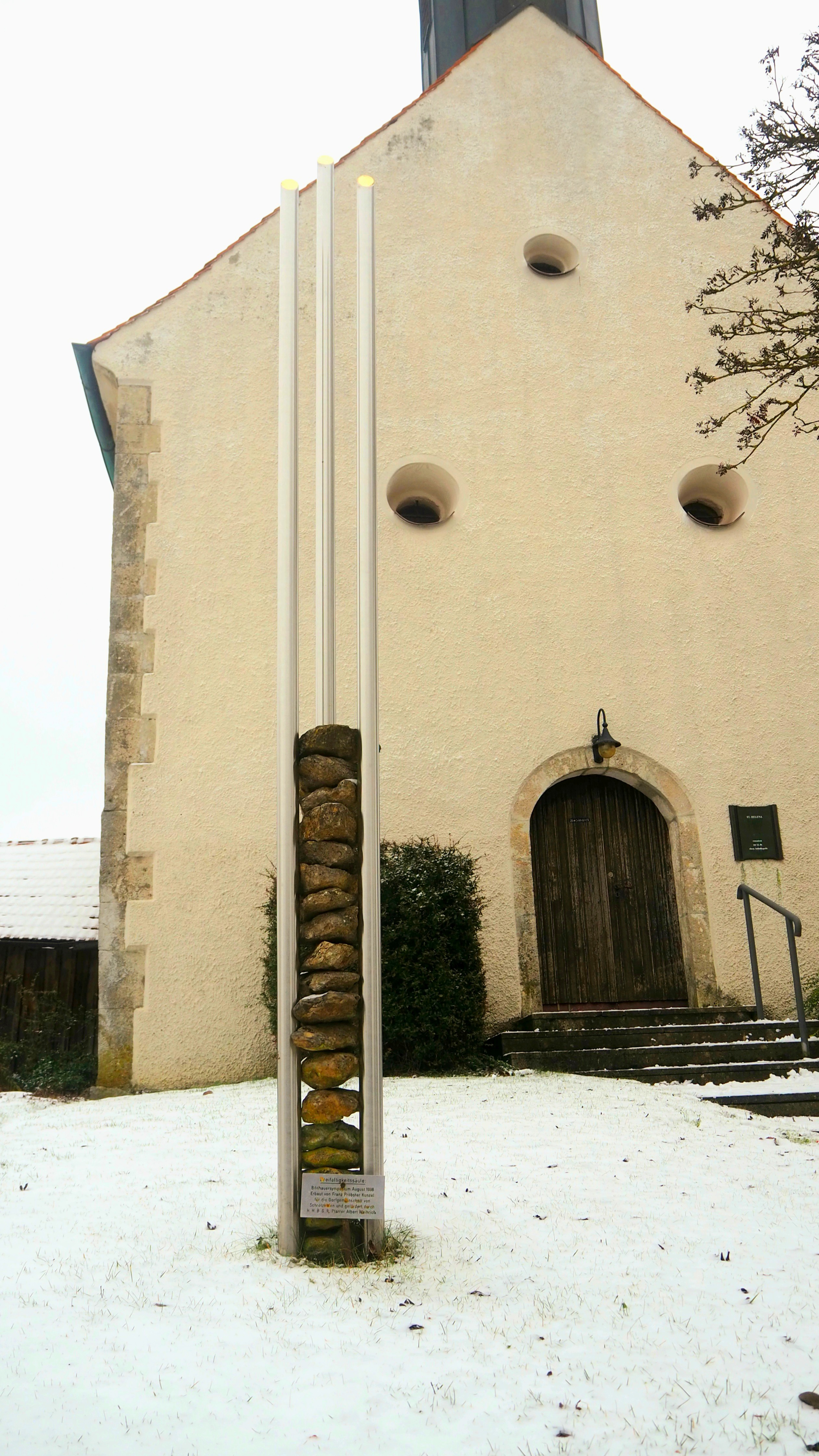
Dreifaltigkeitssäule von Franz Pröbster Kunzel

Während des Bildhauersymposiums 1998, unter dem Motto „Kunst und Natur“ forderte der Oberpfälzer Künstler Franz Pröbster Kunzel das Kuratorium auf: „Ihr müsst hinausgehen mit euren Kunstwerken, hinaus in eure wunderschöne Natur!“ Es war daher kein Zufall, dass er für sein Symposiums-Werk, die Dreifaltigkeitssäule, einen Platz im idyllisch gelegenen Ortsteil Schrotzhofen fand. Die Säule schuf er im Dialog mit dem Pfarrer und der Gemeinde vor Ort. Die drei Edelstahlsäulen des Kunstwerks halten 20 Jura-Kalksteine aufeinander: Jeder Stein symbolisiert dabei eine der 20 im Ortsteil ansässigen Familien.
„Türme“ von Snejana Simeonova

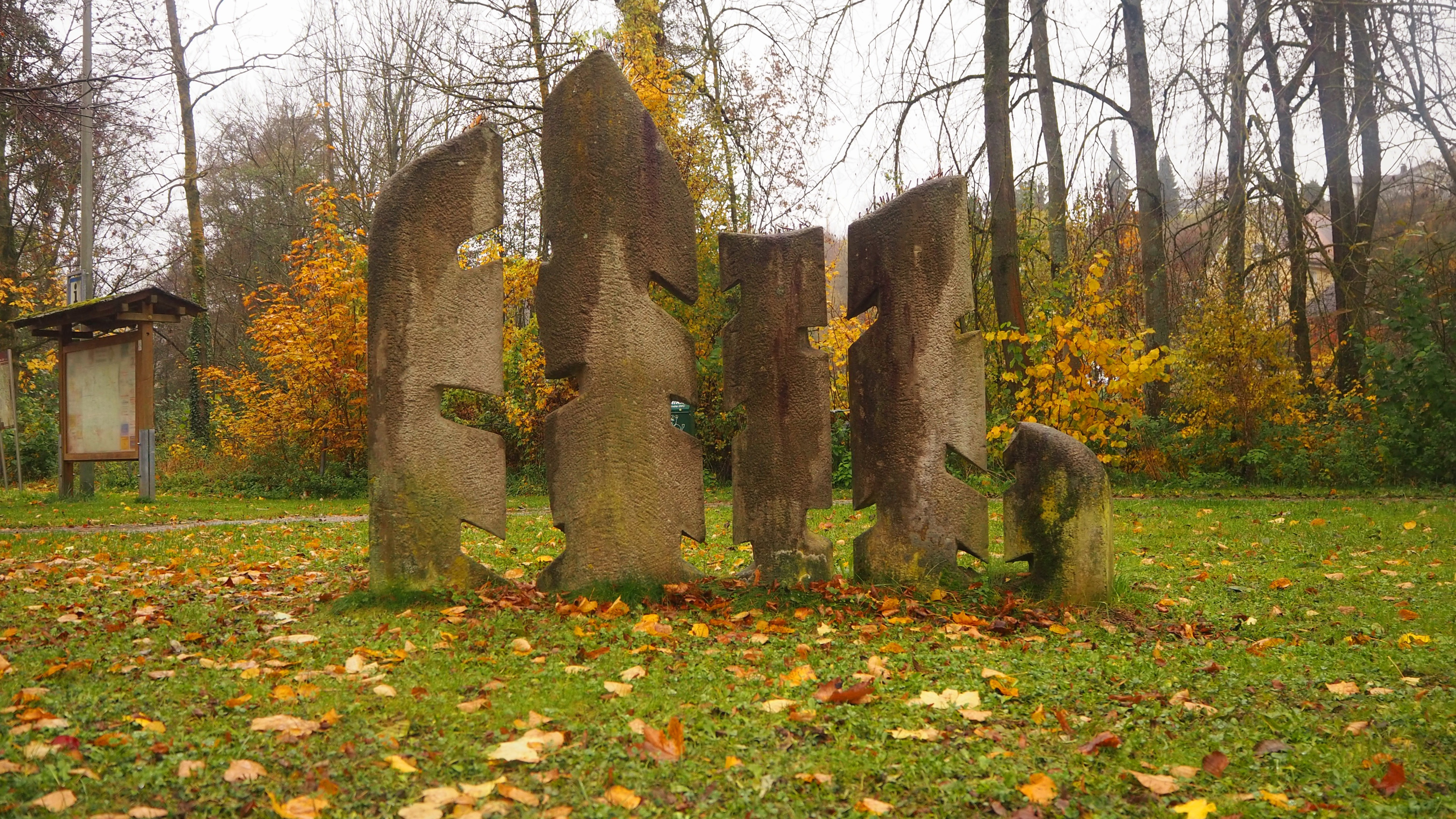
Türme von Snejana Simeonova

Die bulgarische Künstlerin Snejana Simeonova war ebenfalls Teilnehmerin des Bildhauersymposiums 1998. Sie schuf fünf Türme aus weißem Mainsandstein, die, lässt man ihnen die Natur im Hintergrund, vier Bäume transparent werden lassen. Kleine Verästelungen auf den Türmen stimmen das Werk noch mehr auf die umgebende Natur am Rande des Skulpturenparks ab. Gestiftet wurden die Türme vom Lions Club „Oberpfälzer Jura“.
„Weg zum Kreuz“ von Jozef Sramka

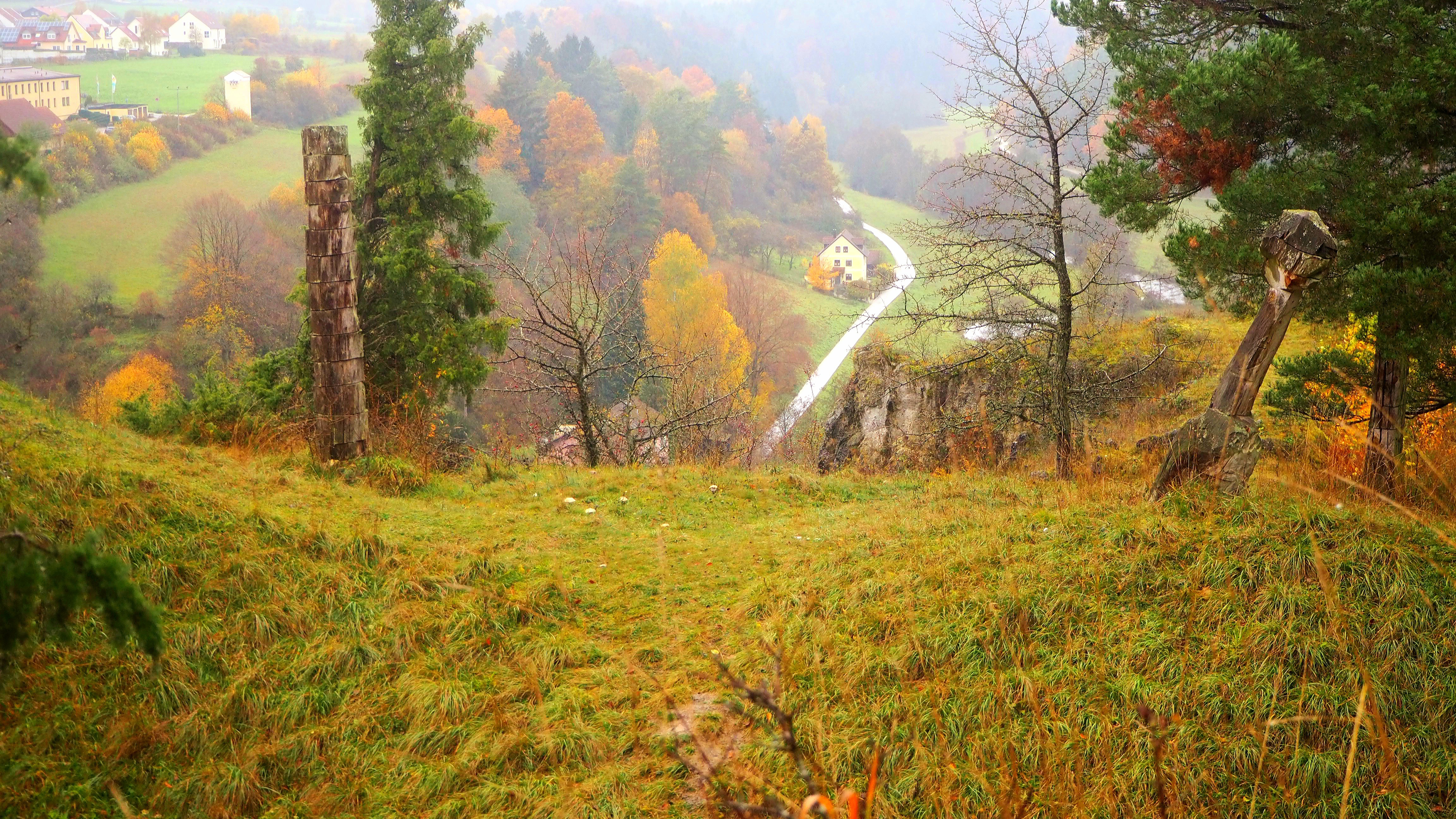
Weg zum Kreuz von Jozef Sramka

Für seinen Weg zum Kreuz fand Jozef Sramka einen Platz am sogenannten „Hohen Felsen“ über dem Tal der Schwarzen Laber. Geschaffen aus Findlingen platzierte er die vier Elemente in einer Linie zu einem auf dem Felsen gelegenen Kreuz. Der Künstler aus Tschechien erhielt für sein Werk Stämme alter Kiefern aus der Marktgemeinde. Die Elemente sind so gestaltet, dass sie die Verbeugung bis zur aufrechten Säule symbolisieren.
„Berührung – Gesang am Fluss“ von Karl Aichinger
Der bekannte Oberpfälzer Maler und Bildhauer stieß während des Symposiums 1998 im Skulpturenpark auf exakt geschnittene Steinpoller, die den Weg des Parks markierten. Die geometrischen Formen des Steins waren ihm zuwider und so begann er, jedem dieser Steine ein Stück ihrer Natürlichkeit zurückzugeben. Immer im Einklang mit der Natur und der direkt neben dem Park verlaufenden Schwarzen Laber, bearbeitete er die Steine so, dass sie den Eindruck von Findlingen erwecken.
„Das Quadrat schläft“ von Alexandru Pasat

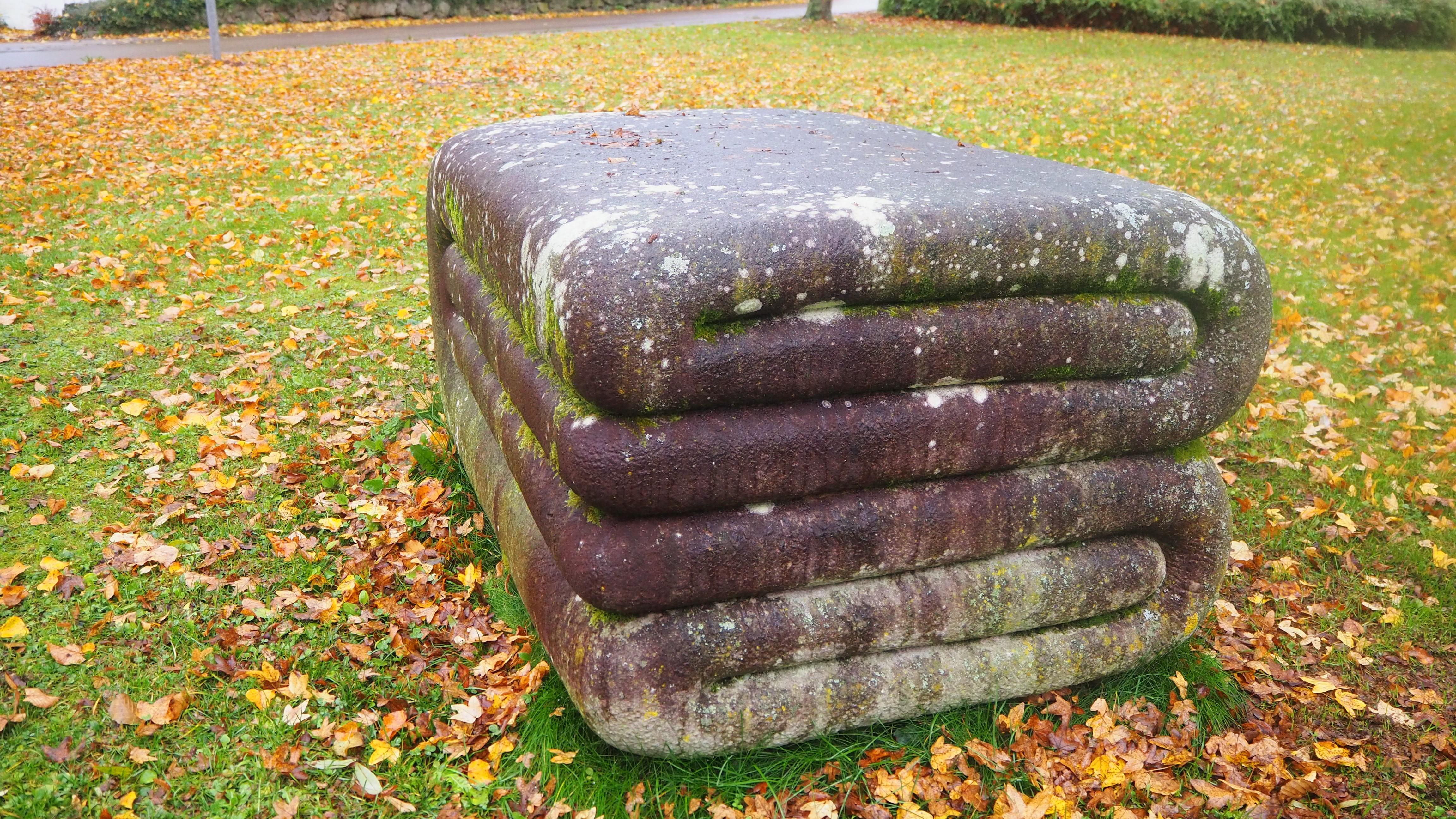
Das Quadrat schläft von Alexandru Pasat

1998 fertigte der rumänische Bildhauer Alexandru Pasat das schlafende Quadrat als Beitrag zum Bildhauersymposium. Die Skulptur misst drei mal drei Meter. Er gestaltete das Werk so realistisch, dass es den Eindruck einer gefalteten und steingewordenen Zudecke erweckt. Dieses Spiel mit der Wahrnehmung ist es, das den Stein als Material von einer anderen, vollkommen ungewohnten, Seite betrachten lässt.
„Schrein der blauen Lilie“ von Ludwig Bäuml

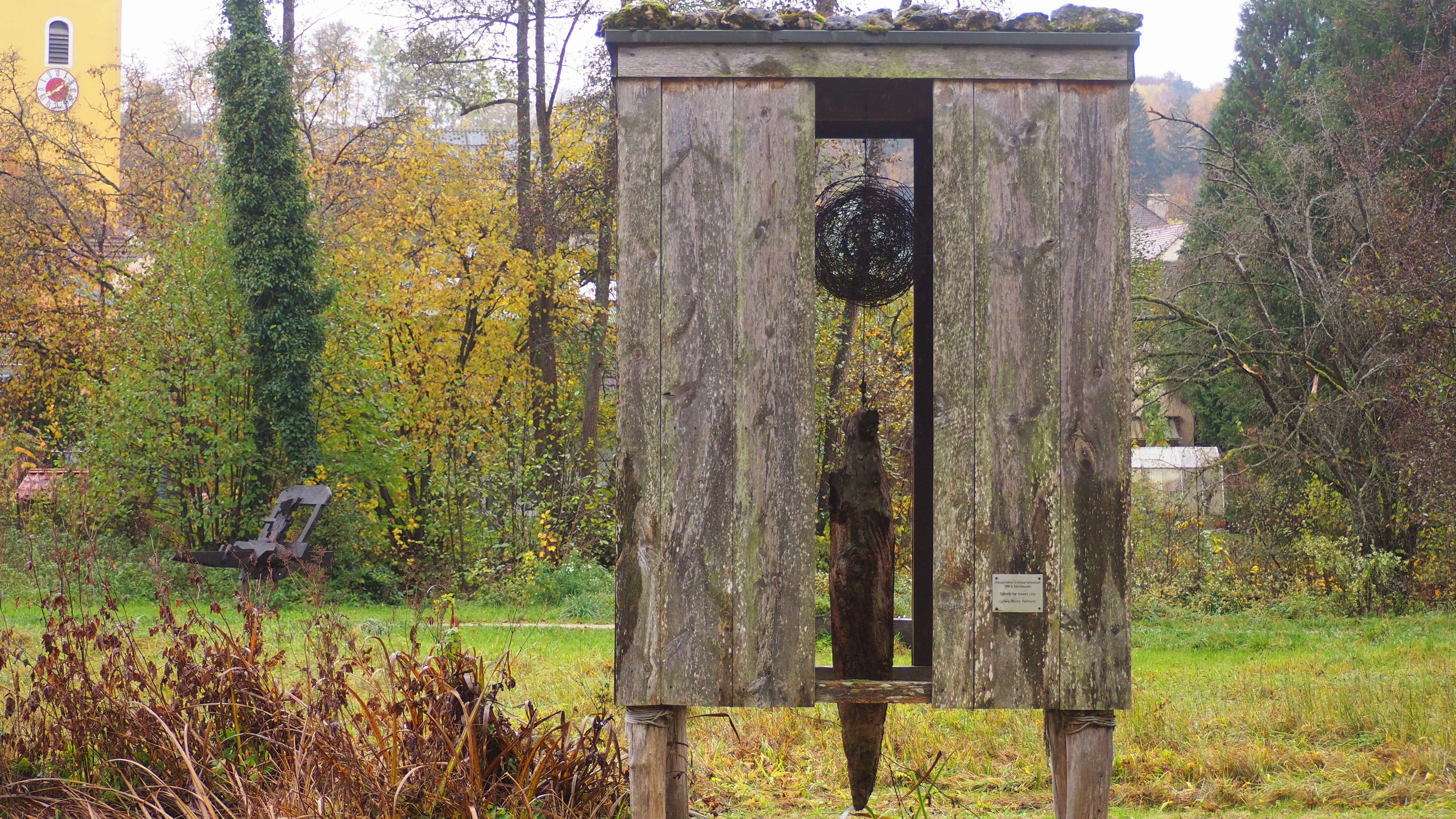
Schrein der blauen Lilie von Ludwig Bäuml

Der bekannte Maler, Objektkünstler und Mundartdichter Ludwig „Wigg“ Bäuml wählte als Standort für sein Kunstwerk den sogenannten Lammlgraben aus. Er kniete sich sprichwörtlich in die Natur des Grabens hinein, um den Boden für den Schrein zu präparieren. Das Innere des Schreins beherbergt eine Drahtkugel sowie einen alten Eichenstamm. Selbst die Bepflanzung unterhalb des Kunstwerks wählte der Künstler, ebenso wie die Materialien und den Standort, mit Bedacht: Er führt den Betrachter an die Sensibilität für und die Achtung vor der Natur heran. Gezielt möchte Bäuml den Schrein der blauen Lilie nun der Natur überlassen. Sie soll die Optik des Kunstwerks im Laufe der Jahre selbst beeinflussen.
„Eisenblumen“ von Gergely Zoltan

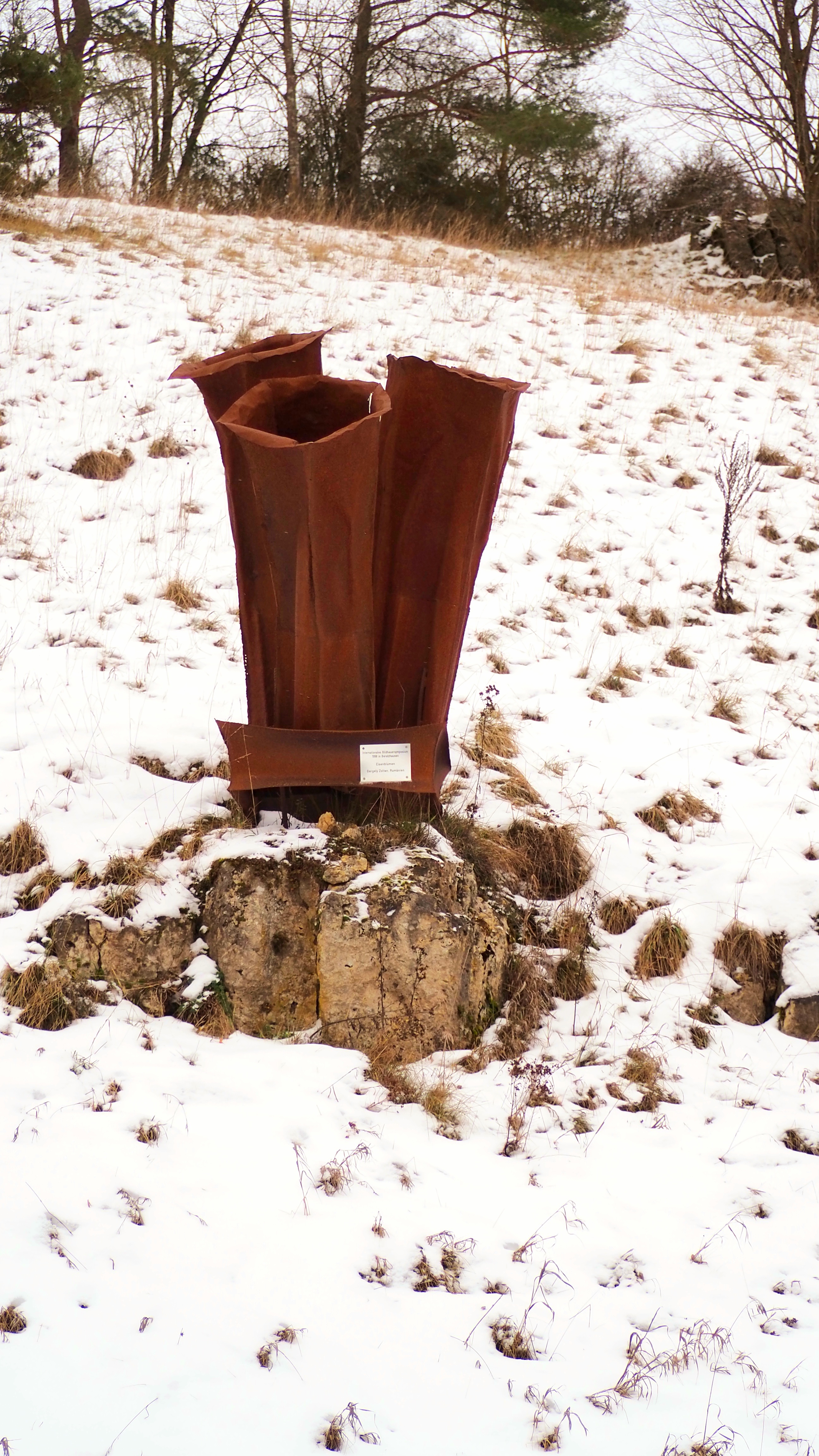
Eisenblumen von Gergely Zoltan

Gergely Zoltan war der jüngste Teilnehmer des Bildhauersymposiums 1998. Die Suche nach einem passenden Standort für Zoltans Werk stellte die Verantwortlichen des Kuratoriums vor eine Herausforderung. Fündig wurden sie schließlich vor den Toren der Europagemeinde Beratzhausen. Inmitten der Natur wirken die Eisenblumen wie ein Bestandteil der Pflanzen und Gräser. Für die abstrakt gestaltete Metallplastik stand die Natur selbst Modell. Den Besuchern symbolisiert sie vor den Toren der Gemeinde den Eingang in eine ganze Kolonie an Kunstwerken, die in Beratzhausen auf sie wartet.
„Europator“ von Liviu Russu

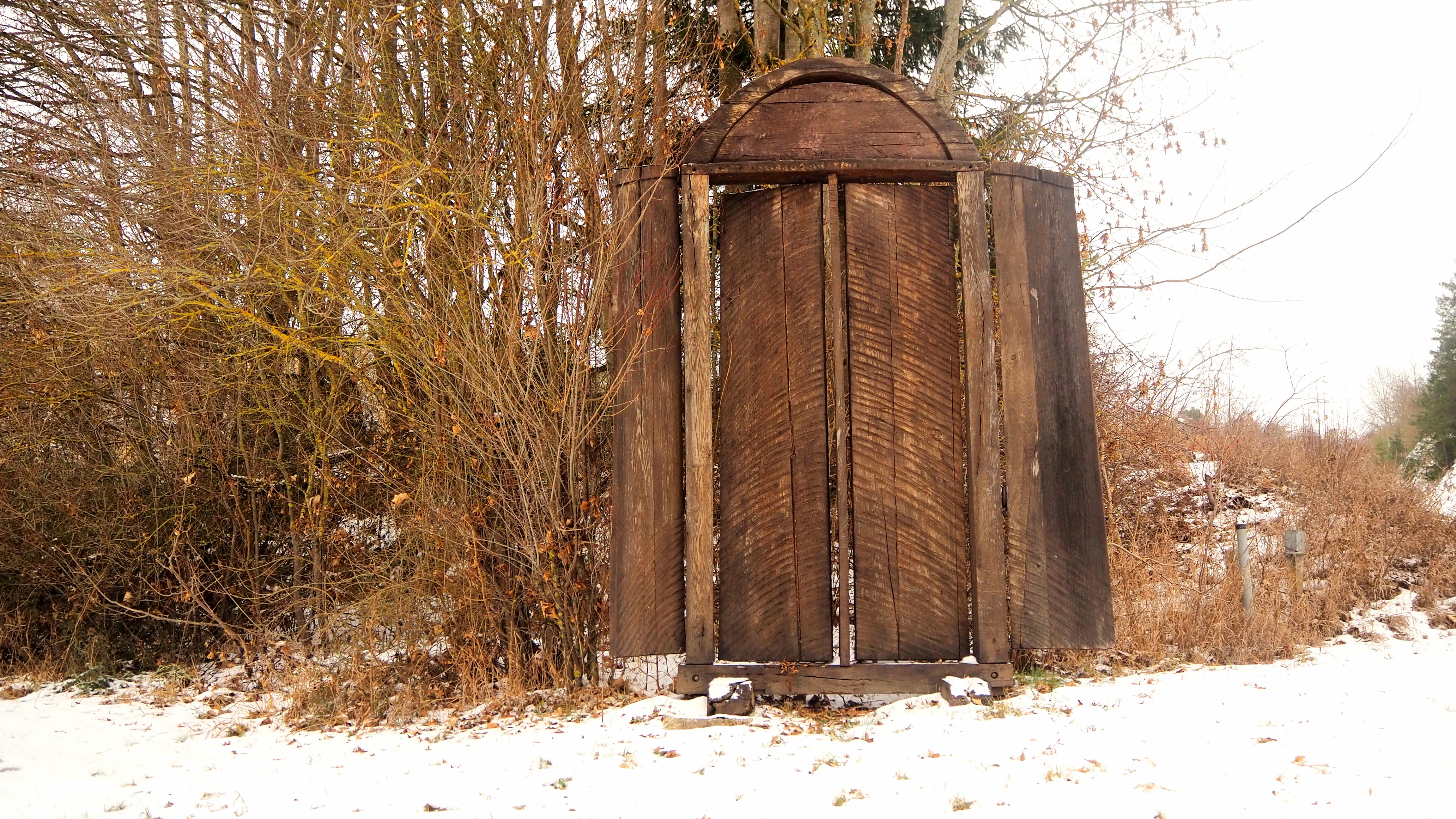
Europator von Liviu Russu

Liviu Russu fertigte das Europator 1993. Das Werk des rumänischen Künstlers wurde anschließend 1994 bei der Internationalen Ausstellung von Kunstwerken zeitgenössischer Bildhauer im Park von Schloss Altshausen in Baden-Württemberg präsentiert. Nach dieser vielbeachteten Ausstellung, organisiert von Diane Herzogin von Württemberg, schenkte Russu dieses Werk dem Markt Beratzhausen und gab ihm den Namen Europator. Die Besucher der Marktgemeinde sollten damit bereits am Ortseingang das prägende Verständnis seiner Einwohner erkennen: Der tiefgefestigte Europagedanke und die Liebe zur internationalen Kunst.
„Rahmen für einen Busch“ von Franz Pröbster Kunzel
Mit diesem Werk gab Pröbster Kunzel der Natur einen Rahmen und verlieh damit dem dahinterstehenden Busch eine besondere Geltung. Im Wechsel der Jahreszeiten verändert sich das Bild innerhalb des Rahmens. Der Künstler will damit auch die Veränderung in den Gedanken der Betrachter anregen.
„Symbol der Vereinigung“ von Barna Éltes
Seine Herkunft ist für die Werke Barna Éltes nicht unwichtig: Der aus der Hügellandschaft Siebenbürgens stammende Künstler lernte schon früh die Liebe zur felsigen und hügeligen Natur und die archaische Formensprache der dortigen Volkskunst kennen. In seiner Skulptur „Symbol der Vereinigung“ verbindet er das Weibliche der Hügellandschaft und das karge Männliche der Felsstollen. Éltes fertigte das Werk aus einem über 100 Jahre alten Lindenstamm.
„Alexandrus Mühle“ von Alexandru Ciutureanu

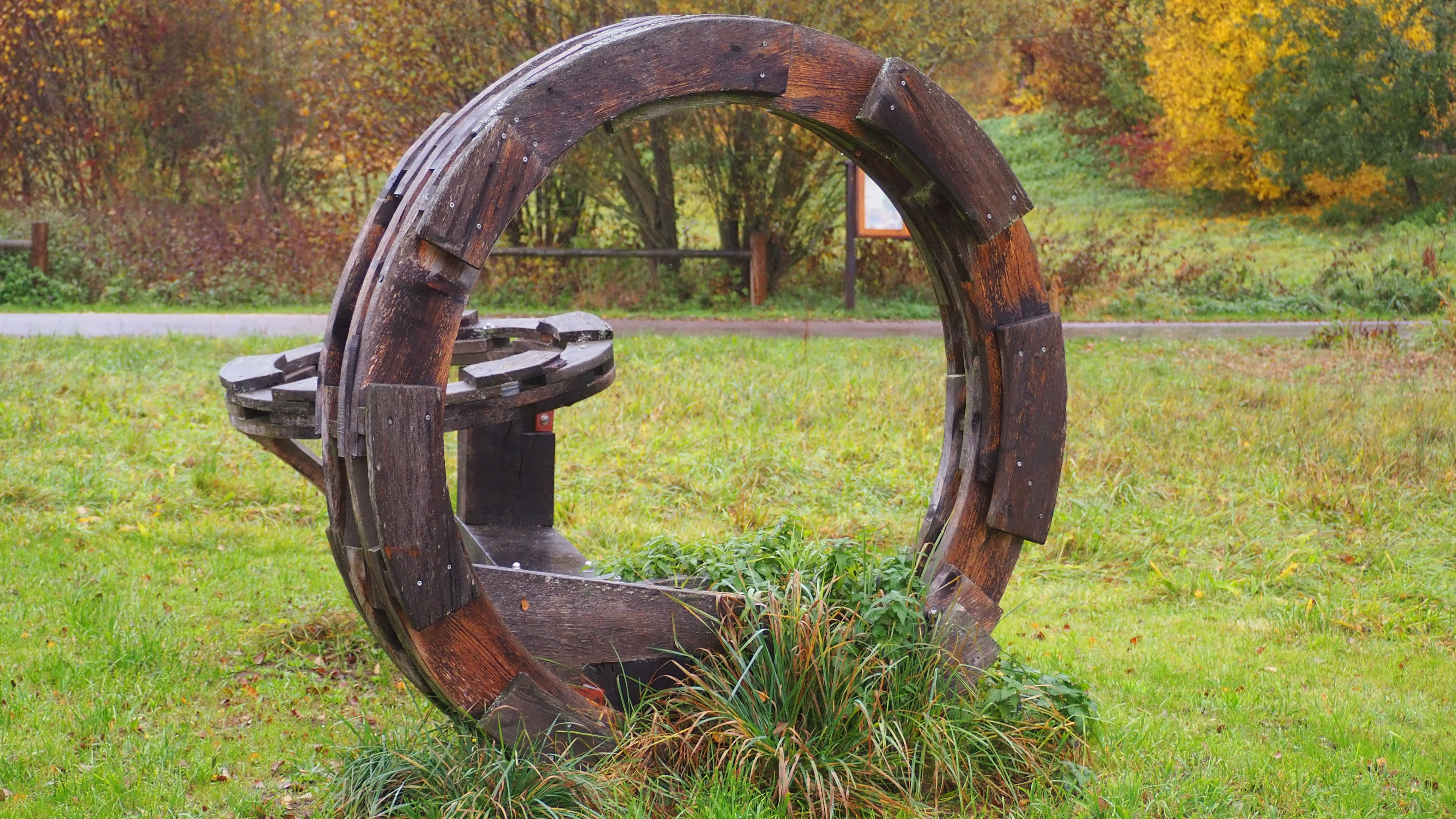
Alexandrus Mühle von Alexandru Ciutureanu

Das Binden von außen und innen in einer ganz anderen Formensprache: So zeigt sich das Kunstwerk von Alexandru Ciutureanus in einer majestätischen Form. Der 2013 verstorbene Künstler lernte die Rhythmen und Prinzipien der Formen der Bauernkunst in seiner Heimat Rumänien kennen. Durch das Einfügen des Raumes in sein Kunstwerk verlieh er ihr eine Dreidimensionalität. Gleichzeitig schafft er der Natur in der Umgebung die Möglichkeit, sich in die Skulptur zu integrieren. Die beiden Mühlräder, vertikal und horizontal angelegt, symbolisieren den Lauf des Wassers. Nicht zuletzt deshalb platzierte sie der Künstler direkt am Ufer der Schwarzen Laber inmitten des Skulpturenparks.
„Haus Europa“ von Maxim Dumitras

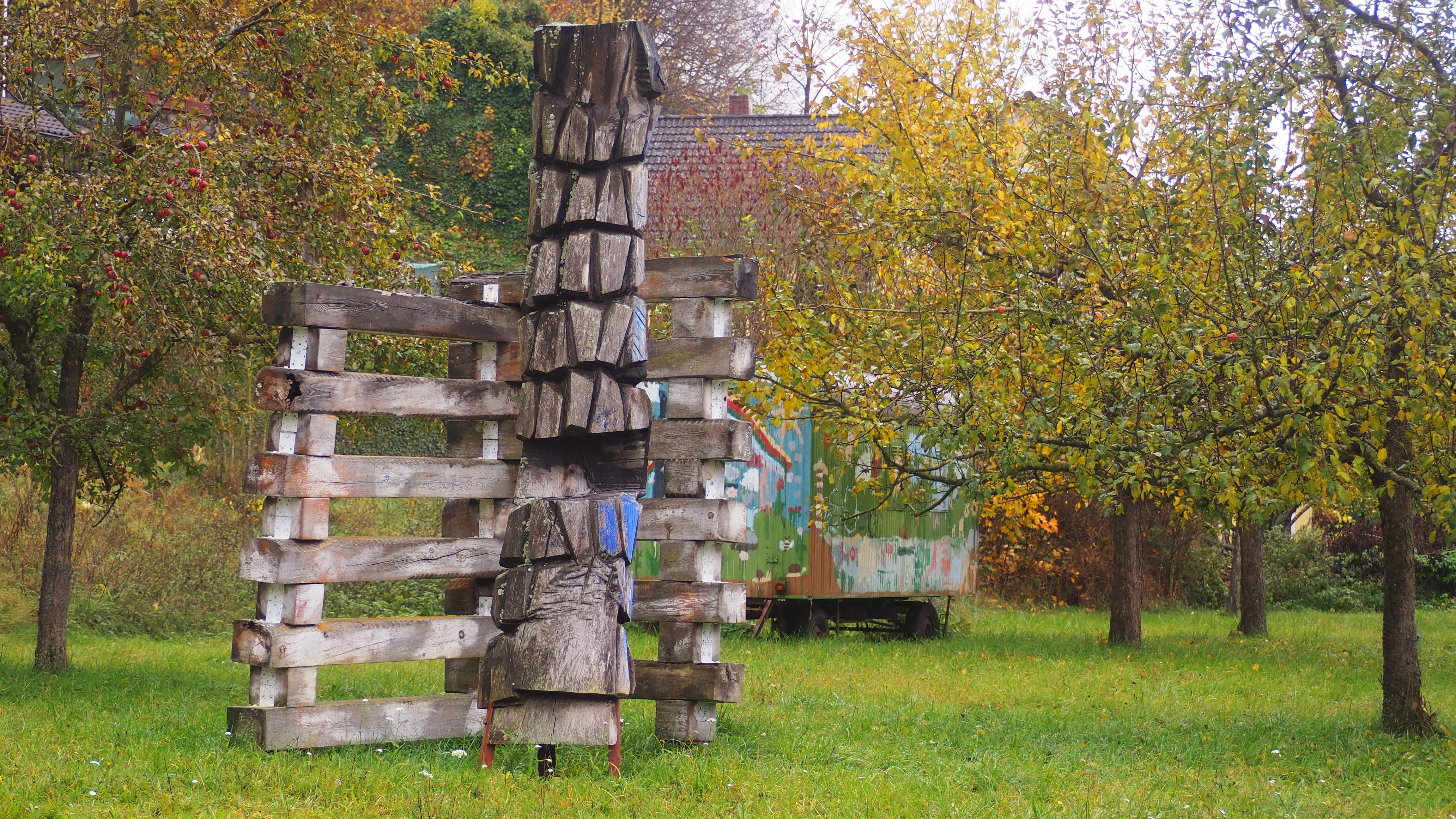
Haus Europa von Maxim Dumitras

Die holzhausartige Installation von Maxime Dumitras dominiert das Kunstwerk. Durch die Durchlässigkeit des „Hauses“ saugt es die umgebende Natur in sich auf. Es ist dabei kalkgetüncht, wie es in der Heimat des Künstlers, Siebenbürgen, an Bäumen häufig zu finden ist. Das klassische siebenbürgische Blau der dortigen Bauernhäuser stellt den Stamm des Kunstwerks in den Mittelpunkt. Die tiefgründige Arbeit Dumitras´ wird dadurch unterstrichen, dass die umliegenden Bäume im sogenannten „Europahain“ ebenfalls weiß getüncht und mit blauen Quadraten versehen sind.
„Kompass zu Paracelsus“ von Gulyás Gyula

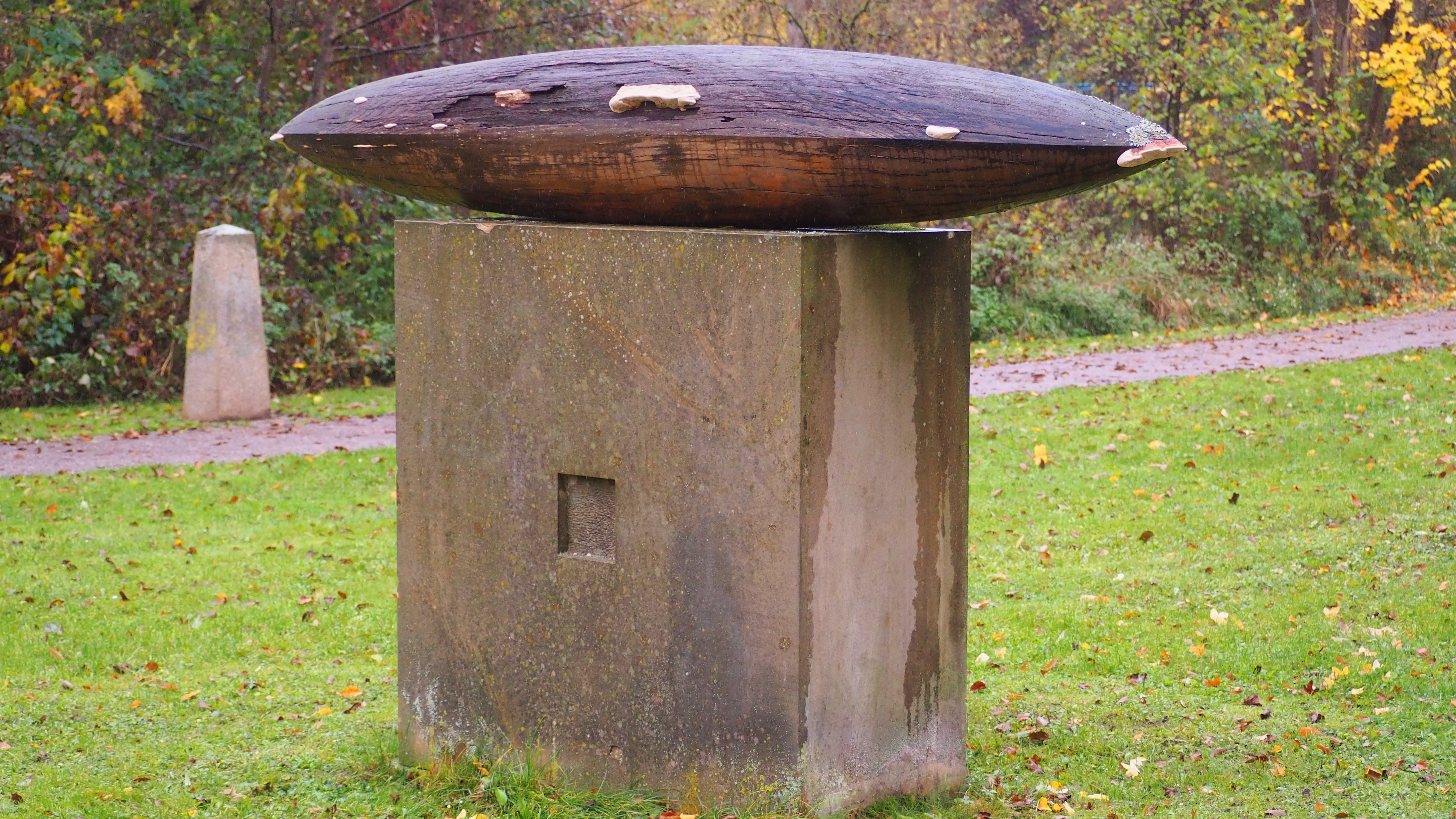
Kompass zu Paracelsus von Gulyás Gyula

Die sensible und ausgeglichene Zusammenfassung von geometrischen und fast schon organischen Formen des Künstlers Gulyás Gyula, führen gedanklich unabdingbar in die vereinfachte Urform. Die ästhetische Rund- und Raumskulptur weist im exakten Winkel auf die Plastik von Paracelsus vor dem Zehentstadel. Die Kompassnadel ruht dabei auf einem Sandsteinquader.
„Zeichen“ von Stefan Cálárásanu

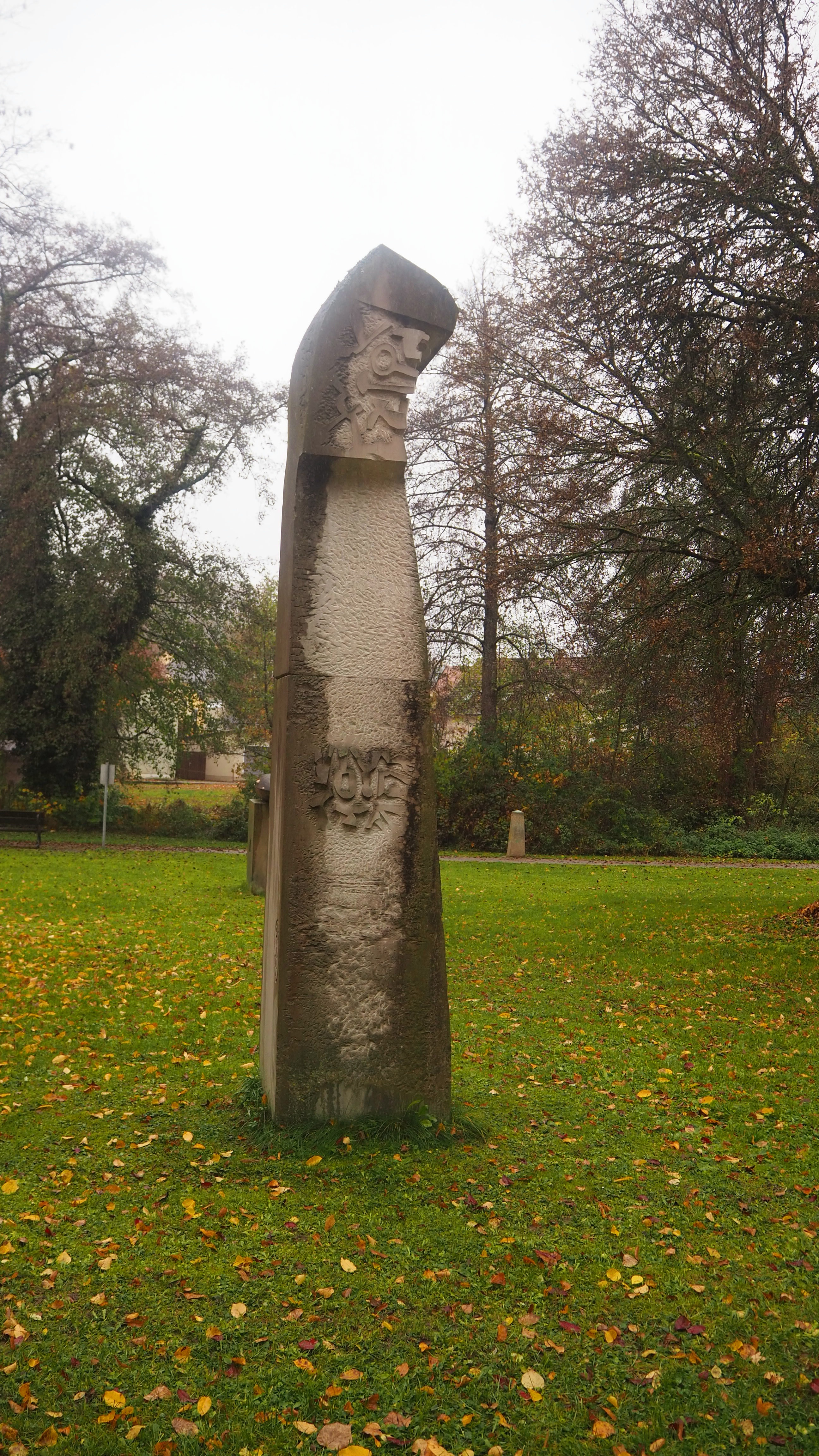
Zeichen von Stefan Cálárásanu

Die kraftstrotzende Überpointierung und Überdimensionierung des vier Meter hohen Kunstwerks spricht Bände: Stefan Cálárásanu hat mit dem radarartigen Steinobjekt ein Monument geschaffen. Verziert wurde sie vom Künstler mit Geheimschriften. Sie strahlt unbewusst überirdische Energie aus und fesselt den Beobachter. Mit seinem Zeichen will Cálárásanu die Menschen bewusst auf die vielen Geheimnisse des Skulpturenparks aufmerksam machen.
„Körner“ von Zsofia Farkas
Plastische Ausdrucksformen der Natur sind die Welt der Künstlerin Zsofia Farkas. Das beweist sie mit ihrem Kunstwerk „Körner“. Ihr geht es dabei nicht darum, die naturgegebene Wirklichkeit zu kopieren, sondern die plastische Wesensmäßigkeit ebendieser Wirklichkeit sichtbar zu machen. Ihr Werk, geschaffen aus Eichenholz, überzog die Künstlerin mit Blattgold: Fast unmittelbar kommt einem die Plastik „Weltanfang“ von Constantin Brancusi in den Sinn. Ihre Andeutung ist jedoch eine andere: Die Samenkörner Farkas´ lassen den Betrachter einen erdgebundenen Anfang, ein baldiges Keimen empfinden.
„Die Quelle“ von Aurel Vlad

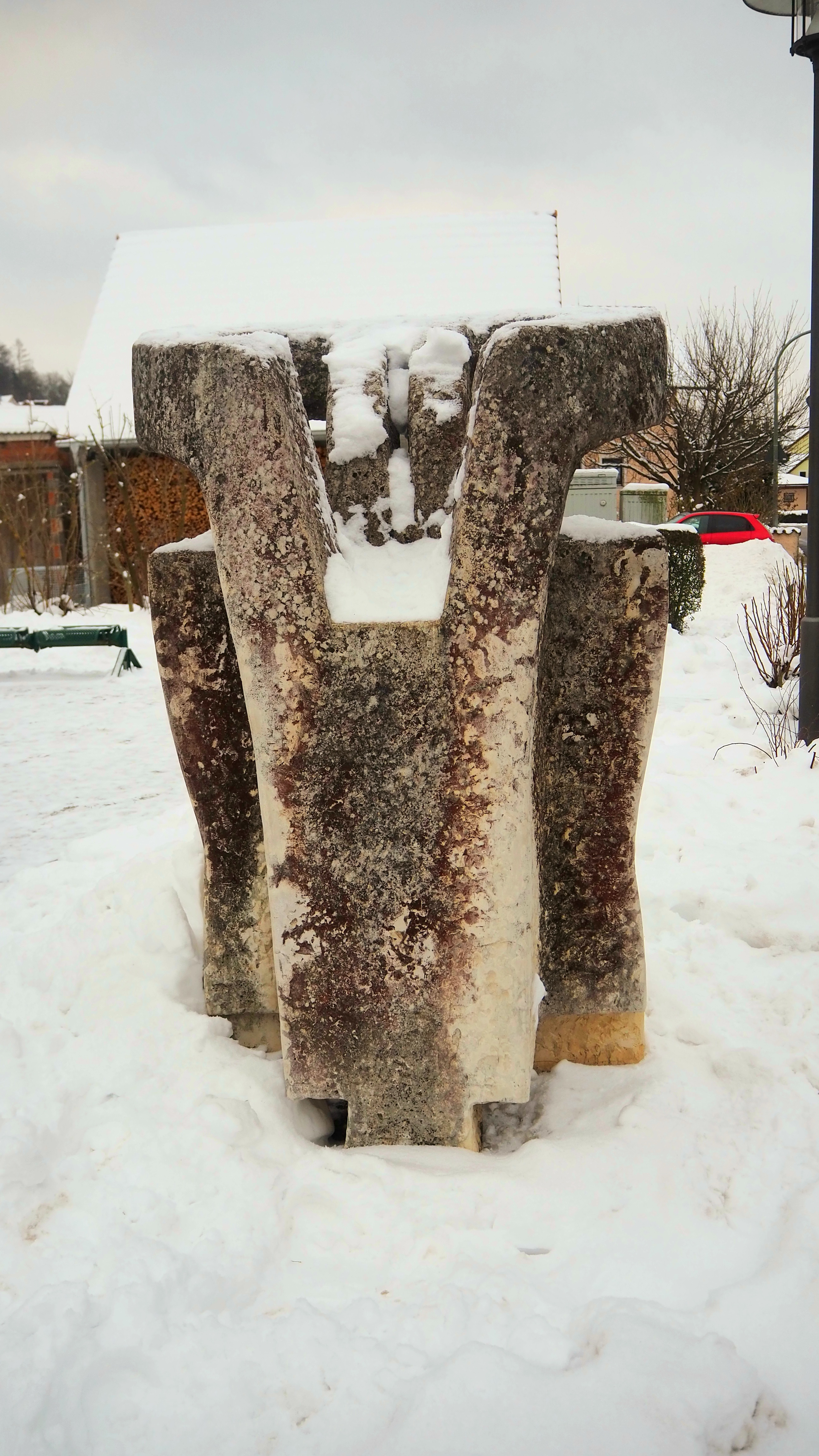
Die Quelle von Aurel Vlad

Vlad, der neben Mihai Buculei die meisten Kunstwerke zum Europa-Skulpturenpark in Beratzhausen beigetragen hat, setzte mit der „Quelle“ einen Beitrag zur Ortsteilerneuerung von Unterpfraundorf. Auf dem neu gestalteten Dorfplatz fand sein Kunstwerk einen Mittelpunkt. Es passt zu diesem Platz, an dem die Menschen zum Erholen und Rasten verweilen. Die aus bulgarischem Sandstein gehauene Quelle spendet ihnen eine Erfrischung.
„Mariensäule“ von Aurel Vlad

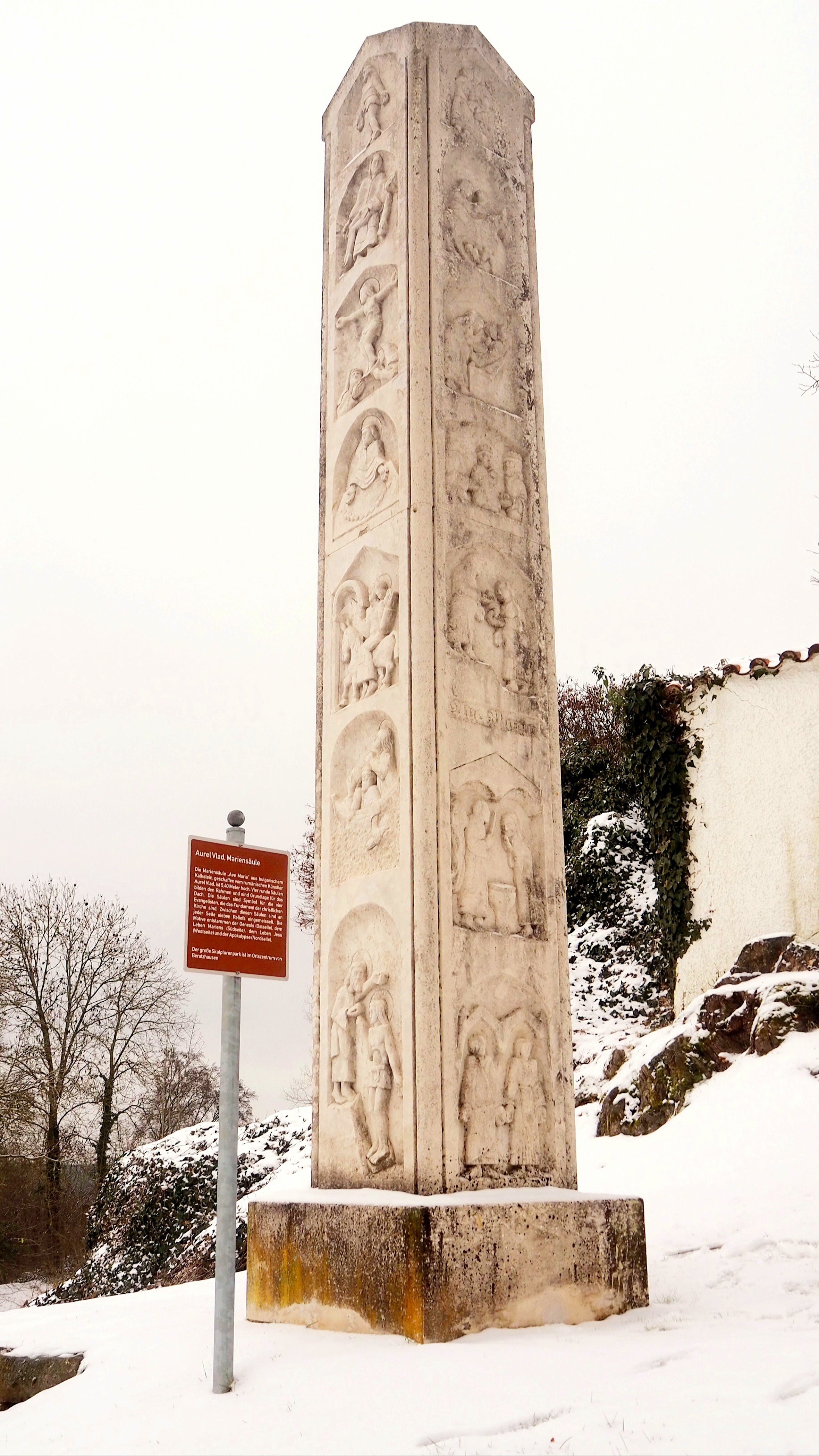
Mariensäule von Aurel Vlad

Die christliche Auftragsarbeit aus bulgarischem Sandstein misst 5,40 Meter. Vier runde Säulen bilden den Rahmen der Mariensäule und stützen dabei ein Dach. Mit ihnen symbolisiert der Rumäne Vlad die vier Evangelisten als Fundament der christlichen Kirche. Zwischen den Säulen sind auf jeder Seite sieben Reliefs eingemeißelt. Die Motive wählte Vlad dabei mit Bedacht: Sie entstammen an der Ostseite der Genesis, auf der Südseite dem Leben Marias, auf der Westseite dem Leben Jesu und auf der Nordseite der Skulptur der Apokalypse.
„Ich bin der Weinstock, ihr seid die Rebzweige“ von Mihai Buculei

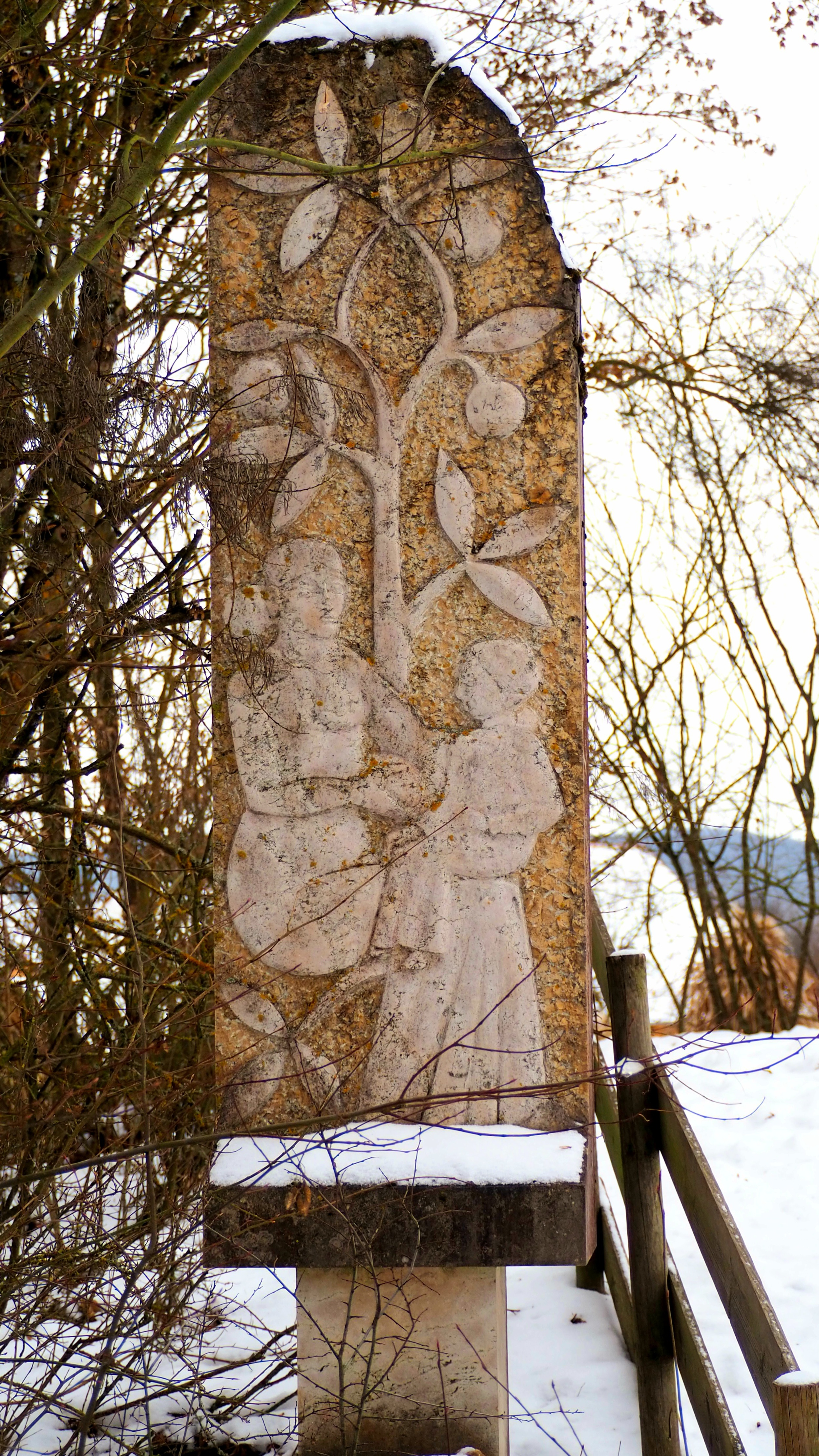
Ich bin der Weinstock, ihr seid die Reben von Mihai Buculei

2001 feierte das Kuratorium Europäische Kulturarbeit sein 10-jähriges Bestehen. Zwar wurde der Verein erst später gegründet, hervor ging er jedoch aus Hilfstransporten, die im Jahr 1991 ihren Anfang nahmen. Anlässlich des Jubiläums veranstalteten die Verantwortlichen eine deutsch-rumänische Kulturwoche. Dieses Fest nahm der inzwischen eng mit dem Kuratorium verbundene Professor Mihai Buculei zum Anlass, dem Kindergarten in der Marktgemeinde, Sankt Nikolaus, ein Geschenk zu überreichen: Das Kunstwerk „Ich bin der Weinstock, ihr seid die Rebzweige“. Das christliche Motiv, Jesus mit den Rebzweigen, erinnert an die Worte Jesu, der sagte: „Lasset die Kinder zu mir kommen.“
„Gerät“ von Günther Ebenbeck

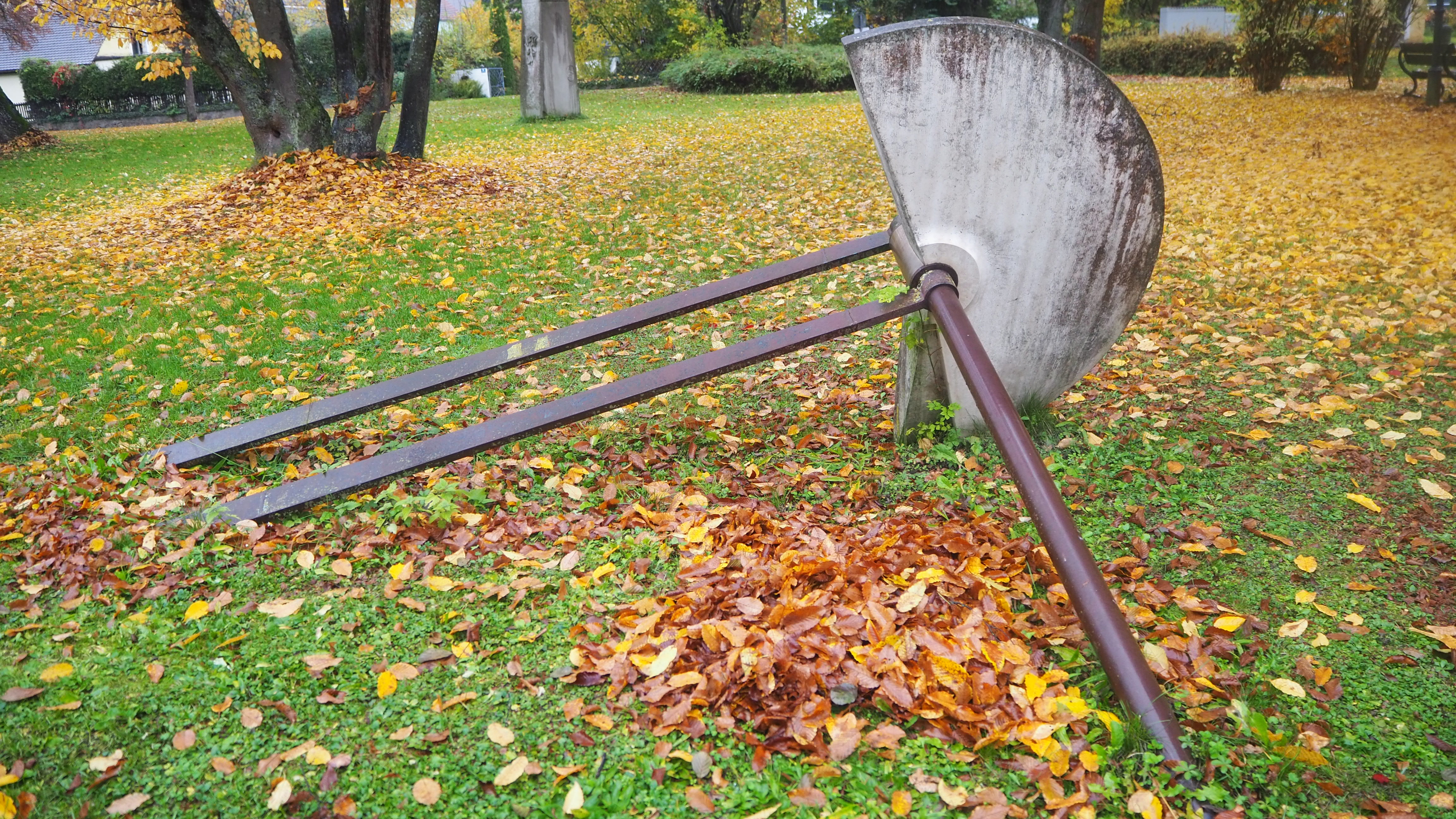
Gerät von Günther Ebenbeck

Der Künstler Günther Ebenbeck verbindet Materialien wie Stein, Holz und Metall zu einfachen und unregelmäßigen geometrischen Elementen. Dieses Zusammenspiel zeigt sich auch in seinem Werk „Gerät“. Ebenbeck will mit seinem Werk die Kultur der Landwirtschaft in den Mittelpunkt rücken. Er deutet mit diesem Werk aus Kalkstein und Eisen ein Ackergerät an und bindet damit die ländliche Struktur der Region in das Thema des Bildhauersymposiums 2004 „Kunst und Natur – Kunst in der Natur“ ein.
„Agia Asma (Heiliges Wasser)“ von Vladan Martinovic

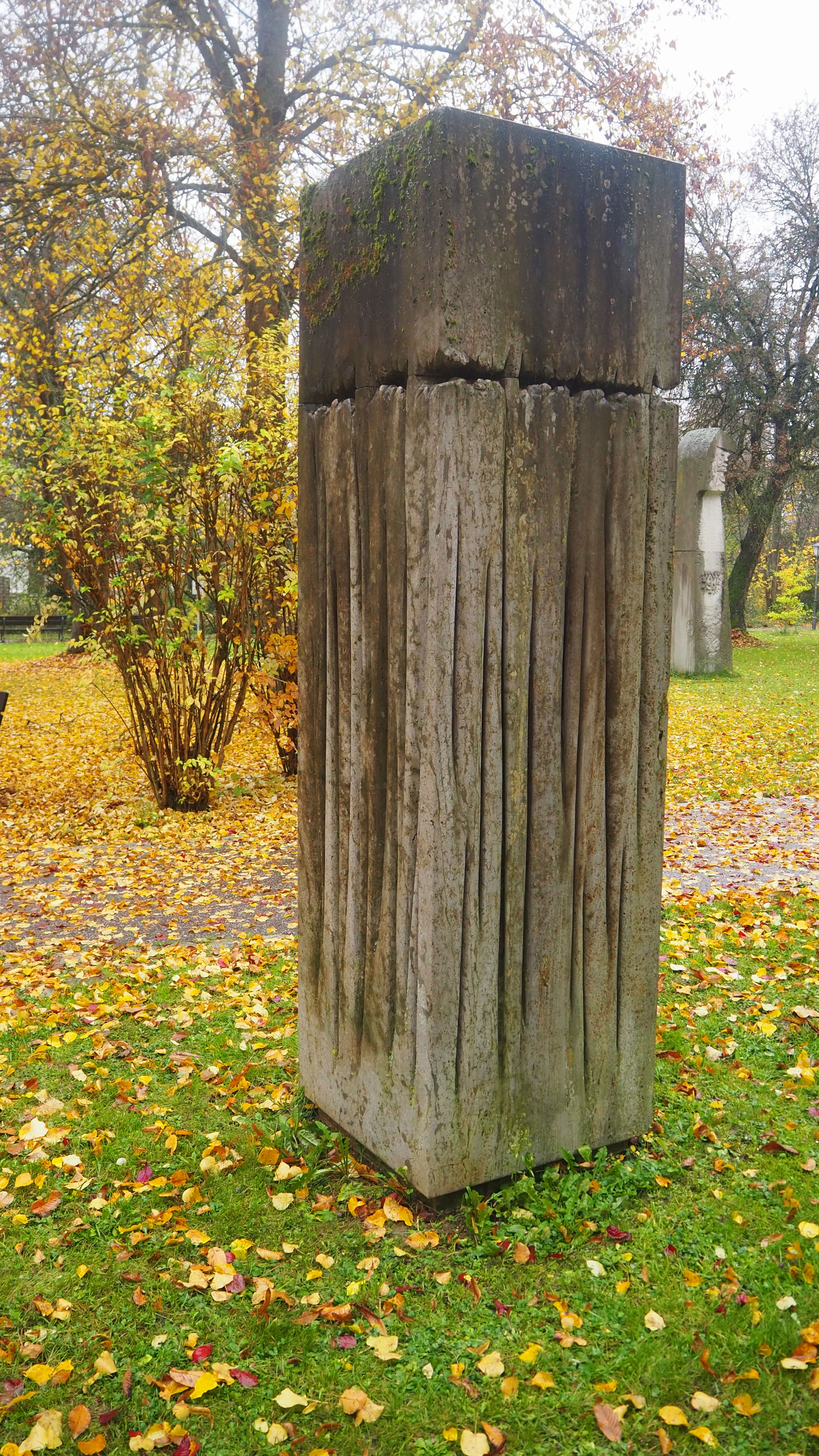
Agia Asma (Heiliges Wasser) von Vladan Martinovic

Beinahe surreal wirkt das Kunstwerk des Künstlers Vladan Martinovic. Der Serbe bezieht sich in seinem Werk auf das Gegenständliche. Dem Betrachter eröffnet sich vor allem näher betrachtet die Harmonie und filigrane Herangehensweise Martinovics. Seine gerundeten Linienfugen, die das Wasser symbolisieren, sind schier greifbar. Die Skulptur zeigt sich in einer derartigen Präzision, dass sie den Betrachter glaubend machen könnte, von der Natur gezeichnet worden zu sein.
„140 menschliche Fehler 140 : 140“ von Herbert Lankl

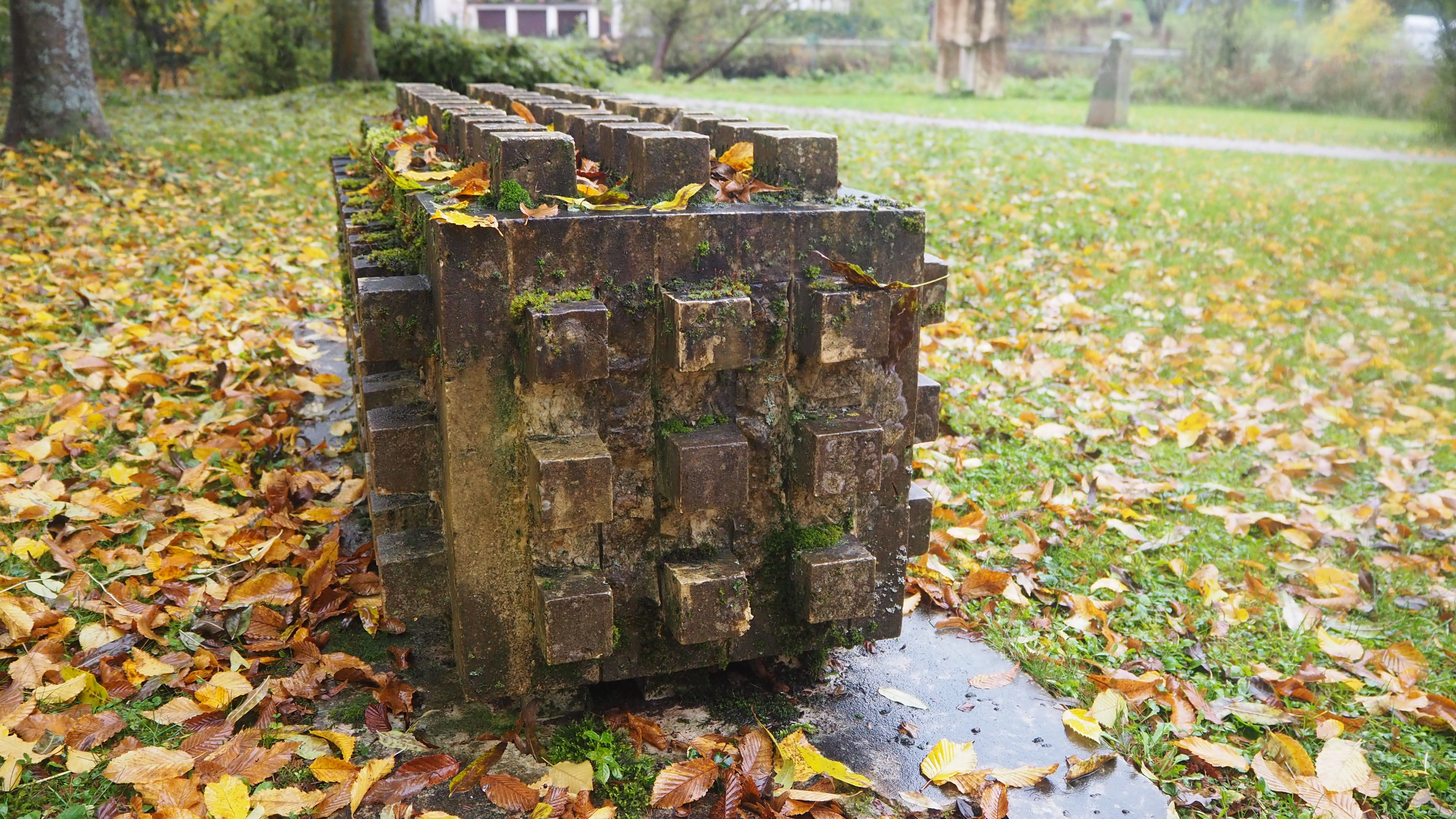
140 menschliche Fehler 140:140 von Herbert Lankl

Der Thannhausener Bildhauer Herbert Lankl stellt die Schönheit des Materials, sei es Marmor, Granit, geglättetes Holz oder spiegelnde Steine in den Vordergrund. Seine Formen sind fest und kernig, auch wenn sie heftig aus- beziehungsweise einbuchten. Der Künstler lehnt jeglichen Klassizismus ebenso ab, wie jede zu starre Bindung an avantgardistische Formen. Die dynamische Form des Kunstwerks ist daher wohl kein Zufall.
„An der Schwarzen Laber“ von Sandor Kecskemeti

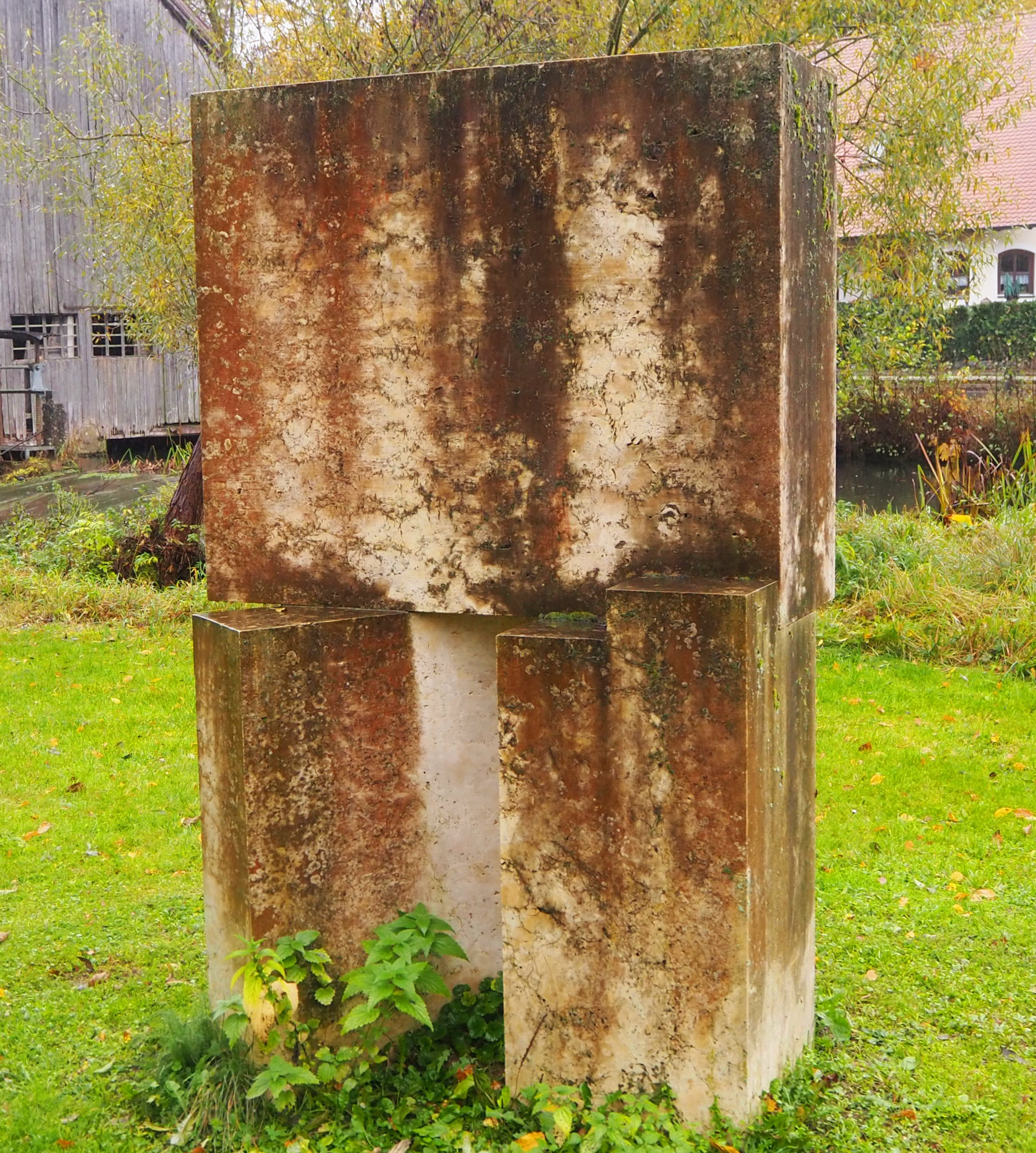
An der Schwarzen Laber von Sandor Kecskemeti

Gesetz, Ordnung und Harmonie: So beschreiben sich die Grundlagen des aus Budapest stammenden Bildhauers Sandor Kecskemeti. Auch sein Werk „An der Schwarzen Laber“ lässt das deutlich erkennen. Deutlich werden bei diesem Kunstwerk auch die mathematischen Formeln, die er für die Konstruktion verwendet. Er entwickelt Gesamtkunstwerke aus geometrischen Elementen nach einer strengen, aber fantasievollen Ordnung. Das Unter- und Übereinander der aufgeschlichteten Formen führt in die Höhe und Tiefe des Raums. Dadurch vermeidet er die Starre und betont dennoch die Strenge des Werks.
„RELAX (Ruhebank für Verliebte)“ von Endre (Andre) Albeck

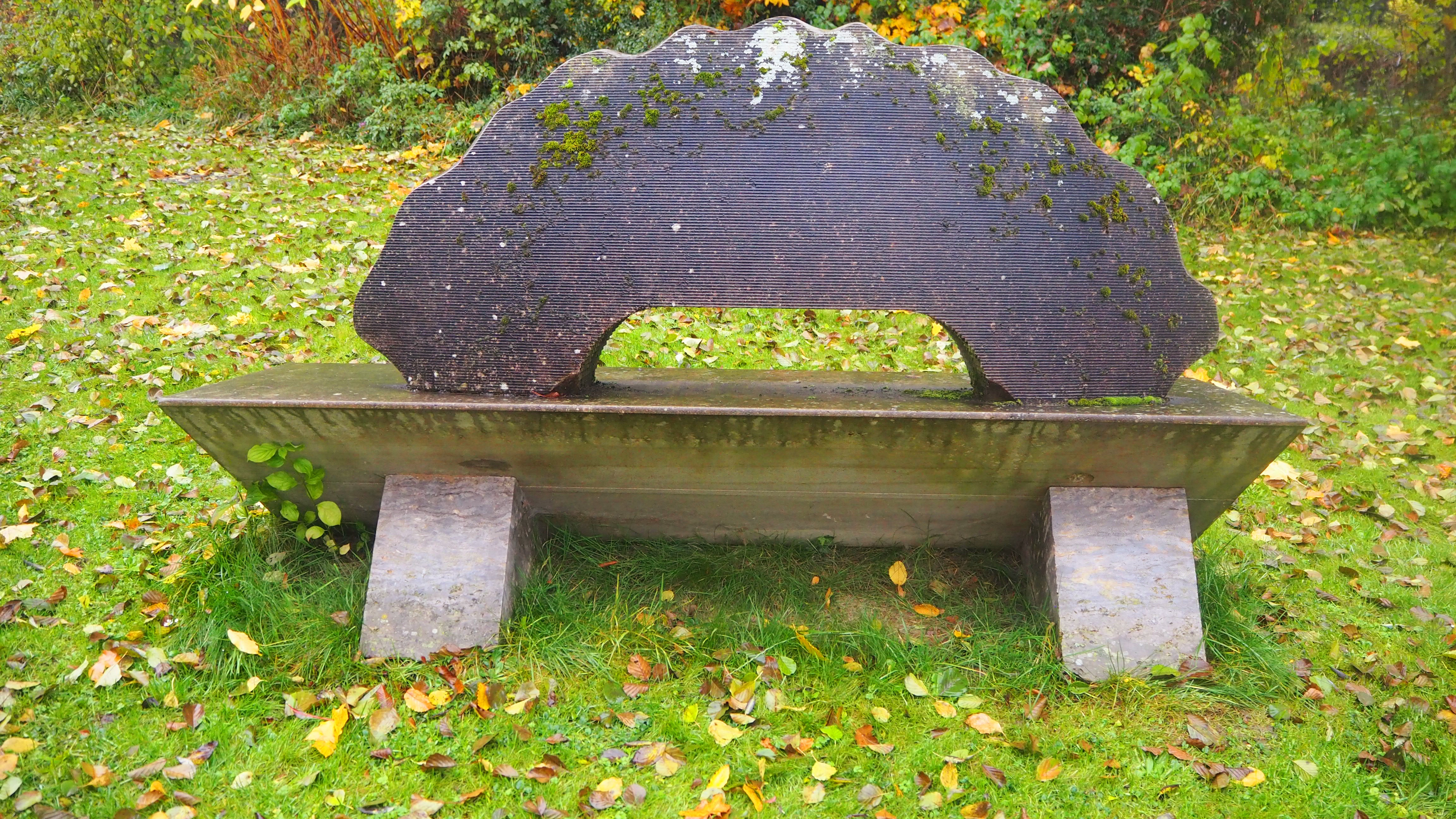
RELAX (Ruhebank für Verliebte) von Endre Albeck

Endre Albeck, der Bildhauer aus Montrouge, hat ein klares Kennzeichen: Sich ineinander verbindende Gliederblöcke. Er bricht sie sowohl vertikal als auch horizontal auf und gibt sie damit dem Umfeld frei. Das Umfeld des Werks „RELAX (Ruhebank für Verliebte)“ ist die Natur. Direkt am Ufer der Schwarzen Laber und in greifbarer Nähe einer Wassermühle gelegen, betonen die natürlich gehaltenen Kanten des Werks. Albeck verbindet mit diesem Kunstwerk ein robustes Handwerk mit einer sensiblen Gestaltungsempfindung. Typisch für den Künstler ist, dass er in seinen Werken niemals einen Selbstzweck, sondern seine tiefe Menschlichkeit sieht.
„Jiltz (Gottesthron)“ von Gheorghe Muresan

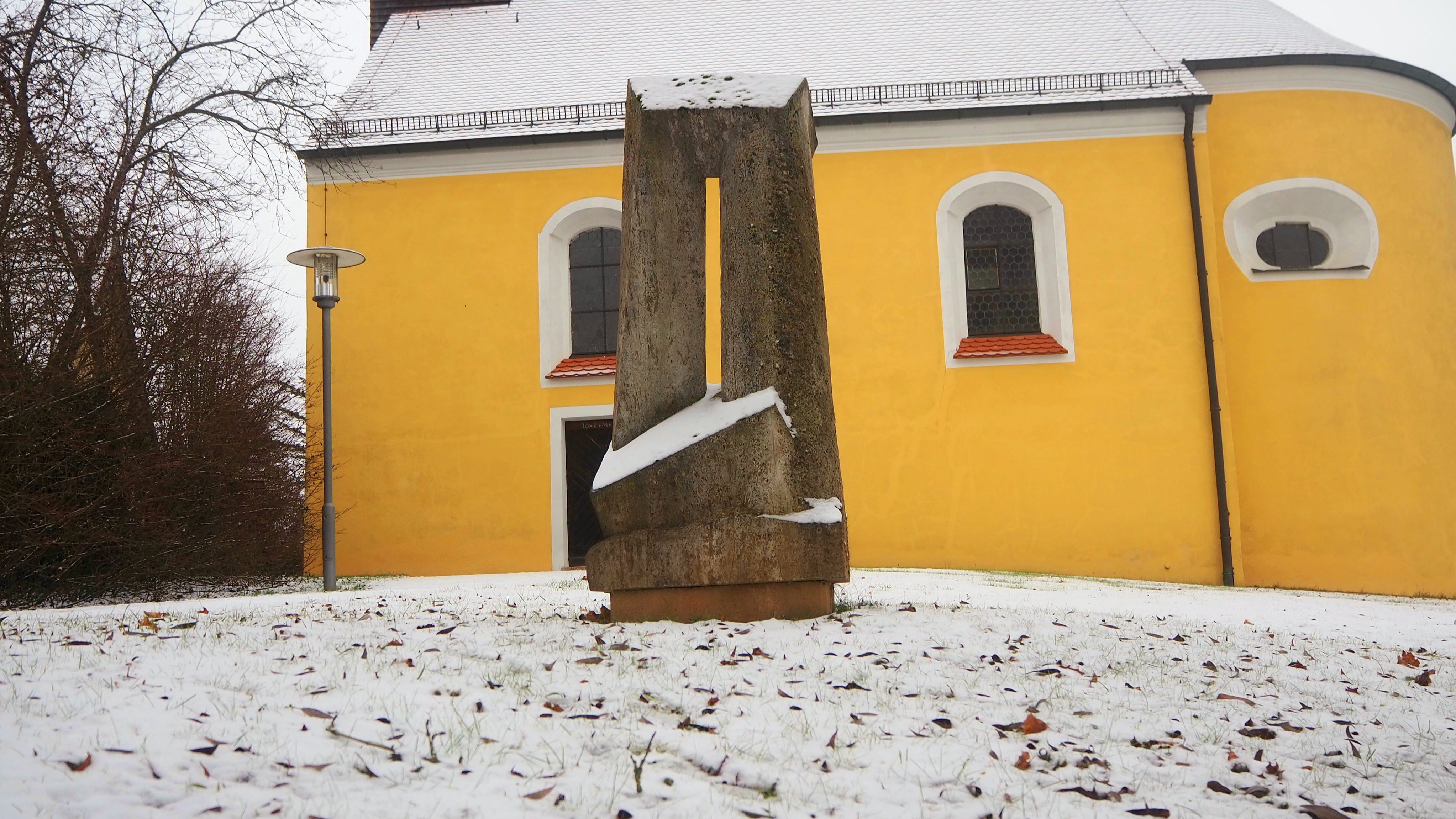
Jiltz (Gottesthron) von Gheorghe Muresan

Der Gottesthron des aus Tirgu Murea stammenden Künstlers Gheorge Muresan bleibt gegenständlich. Dennoch vereinfacht er die Formen so sehr, dass diese auf das Wesentliche reduziert werden. Dies lässt die innere Struktur des Werkes deutlich hervortreten. Perforationen und Höhlenformen lösen dabei die kompakte Masse des Steins. Murean, der seine geistige Lehre in der rumänischen Volkskunst und vom großen Meister Constantin Brancusi sieht, nimmt besondere Gegenstände in sein Schaffen auf und verewigt sie zu Kunstwerken. „Jiltz“ befindet sich im Ortsteil Mausheim.
„Große Fahrt“ von Korbinian Huber
Anstatt das Unveränderliche aufzuzeigen, hält der Oberpfälzer Künstler Korbinian Huber den Augenblick fest. Er nimmt die Inspiration aus der Natur und verzichtet auf abstrakte Bewegungen in seinen Werken. Diese Bewegungen finden sich auch in der „Großen Fahrt“ wieder, die im Beratzhausener Ortsteil Pexmühle ihren Platz gefunden hat. In seinem Werk sind radikale Verwerfungen der Konventionen durchaus denkbar.
„Pieta“ von Rudolf Kocsis

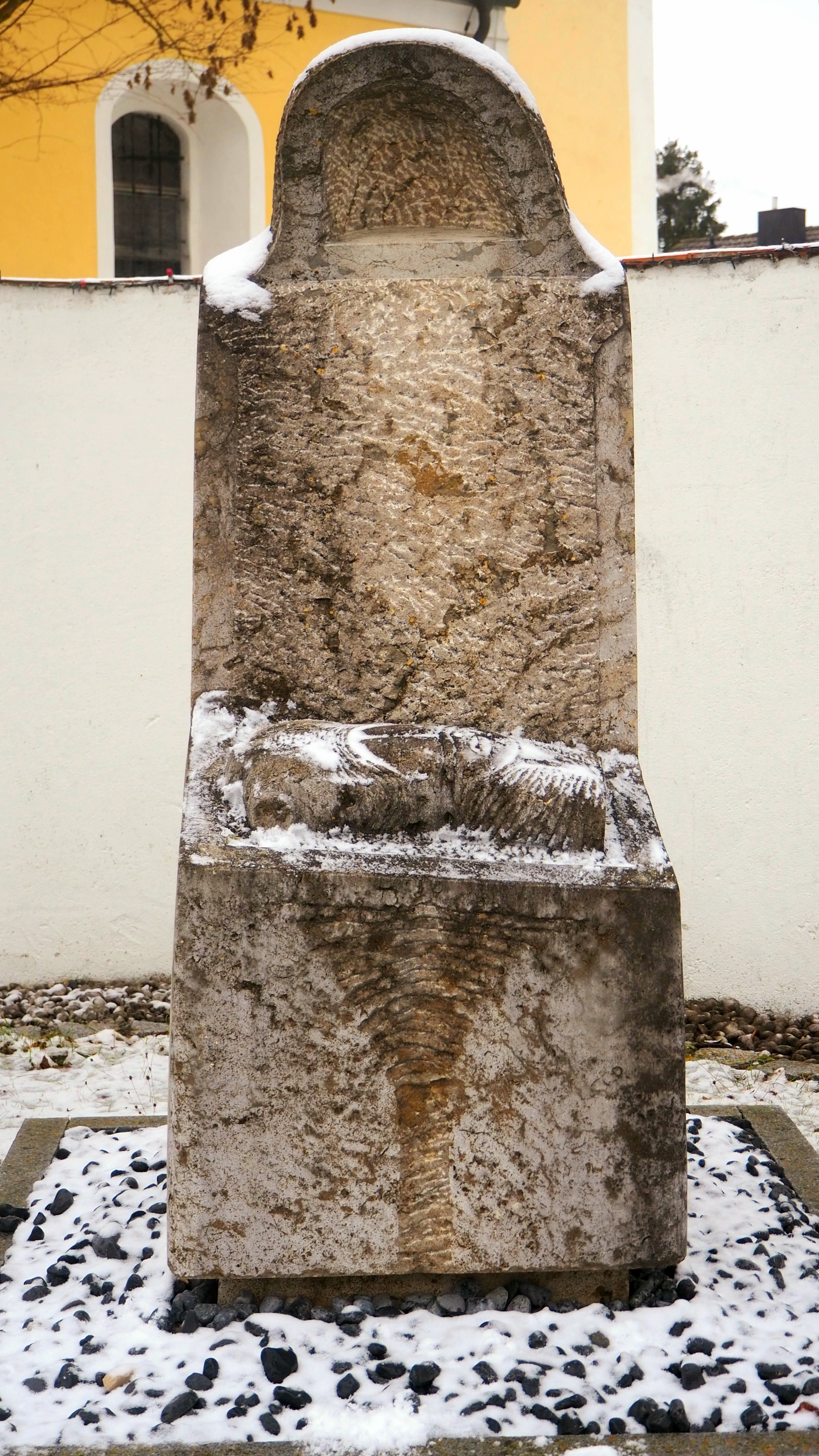
Pieta von Rudolf Kocsis

Der Künstler Rudolf Kocsis verarbeitet Erfahrungen: Sein Schaffensweg kennt keinen Stillstand. Die Kunst der Mesopotamier und Ägypter sind für ihn genauso Vorbilder wie die romanische und altchristliche Bildhauerei. Der aus Timisoara stammende Künstler verwendet für seine Werke Holz, Gips und Bronze, vor allem aber der streng formbare Stein. Die poetische, aber strenge Interpretation Kocsis´ war es auch, die ihn das Werk „Pieta“ erschaffen ließ. Es befindet sich im Ortsteil Schwarzenthonhausen.
„Zukunft braucht Wurzeln“ von Barna Éltes

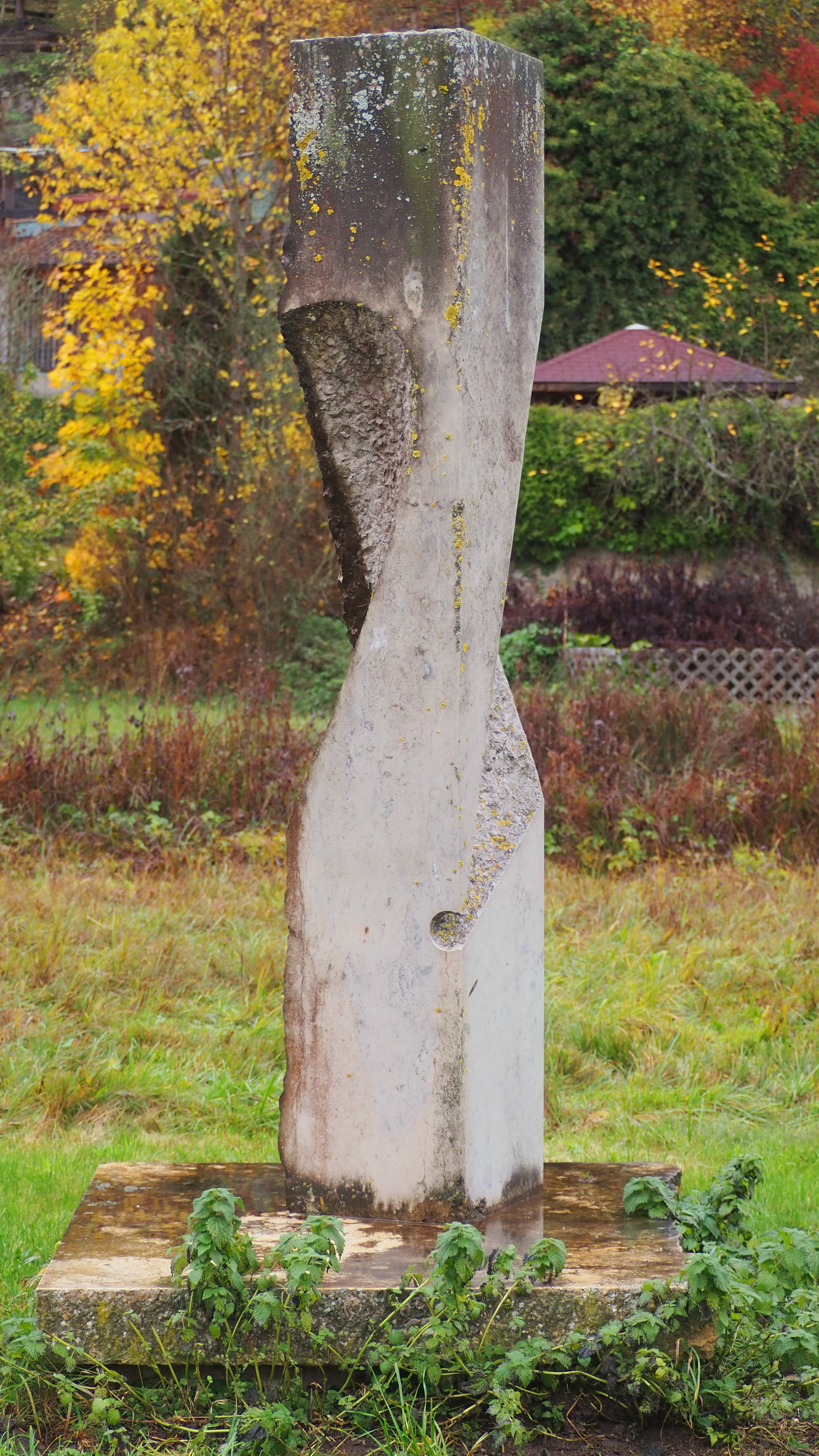
Zukunft braucht Wurzeln von Berna Éltes

Barna Éltes fertigte die Auftragsarbeit „Zukunft braucht Wurzeln“ anlässlich des 750-jährigen Jubiläums der „Herrschaft Ehrenfels“. Das moderne Kunstwerk symbolisiert aus Ruinen aufsteigendes neues Leben in Anspielung auf die Burgruine Ehrenfels.
„Kreuz“ von Barna Éltes

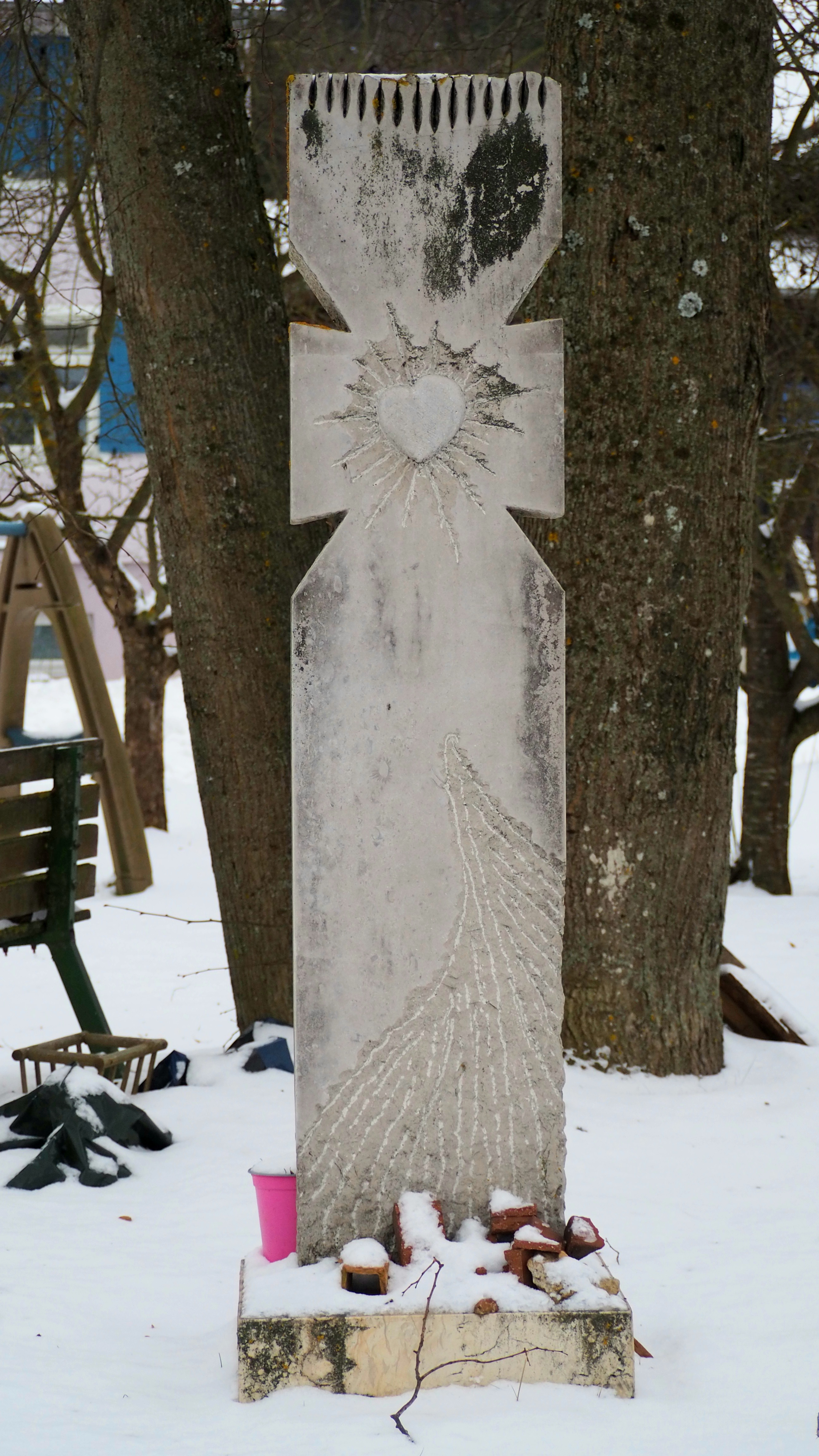
Kreuz von Barna Eltes

Das „Kreuz“ von Barna Éltes ist ein Wegzeichen der Dorfgemeinschaft des Beratzhausener Ortsteils Haderlsdorf. Es befindet sich direkt auf dem Dorfplatz und symbolisiert den Glauben, der die Dorfgemeinschaft zusammenhält.
„Venus“ von Anna Beckstein Pilz

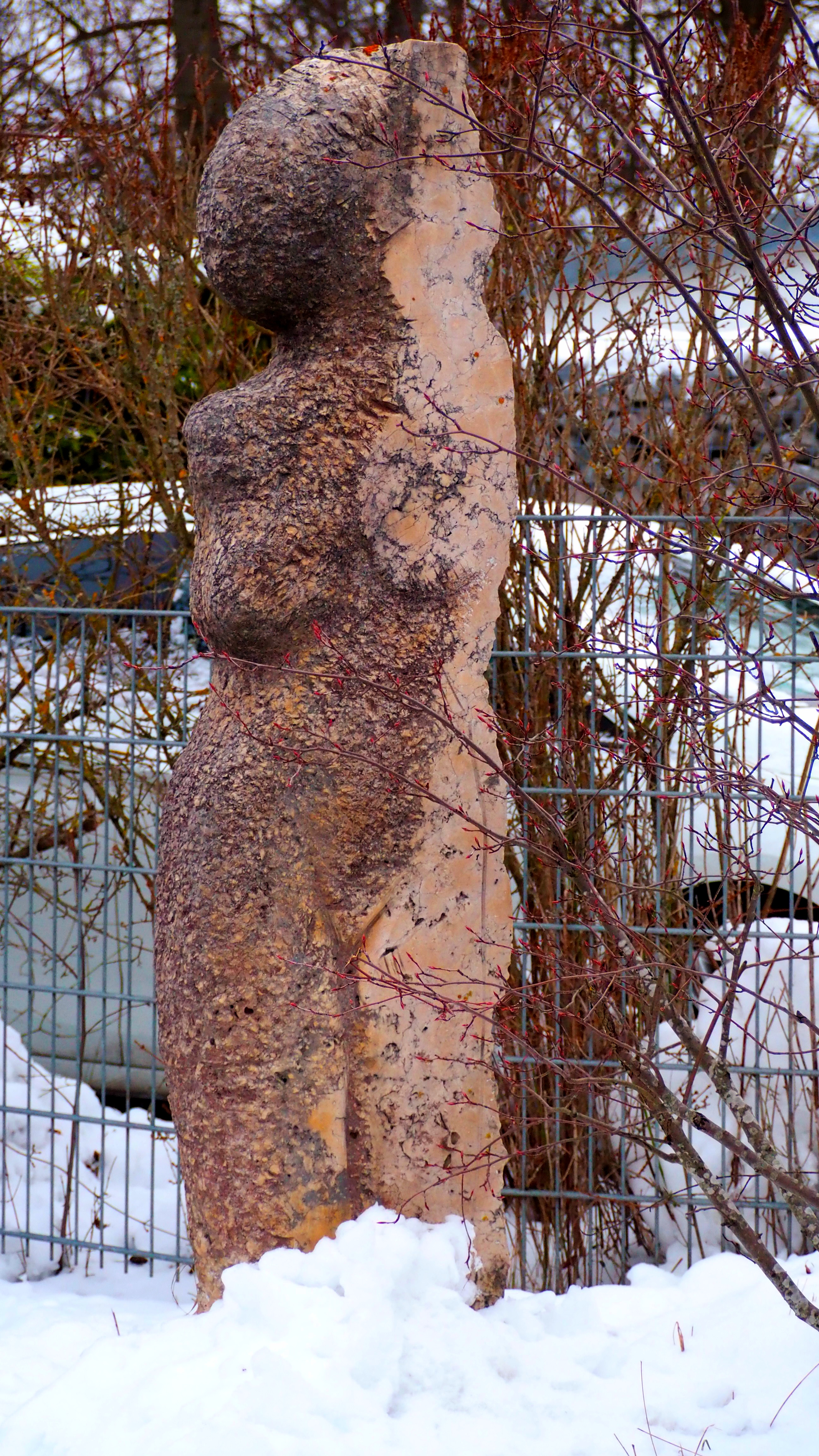
Venus von Anna Beckstein Pilz

Anna Beckstein Pilz ist die bisher einzige Künstlerin des Skulpturenparks, die aus der Marktgemeinde Beratzhausen stammt. Sie studierte von 1985 bis 1989 an der Akademie der Bildenden Künste in Nürnberg. Nachdem sie bereits mehrere Ausstellungen der Malerei präsentierte, nahm sie in den Jahren 2001, 2002 und 2004 an Bildhauer-Sommerakademien des Kuratoriums teil. Ihr erstes großes Werk als Bildhauerin ist die „Venus“.
„Wasser ist Leben“ von Barna Éltes
Das Werk „Wasser ist Leben“ von Barna Éltes ist eine Auftragsarbeit für den Zweckverband der Wasserversorgung Laber Naab. Der Künstler schuf eine abstrakte Skulptur, die die Förderung von Wasser mit einem Pumpwerk andeutet. Sie steht als Teil des dezentralen Europa-Skulpturenparks unmittelbar vor dem Verwaltungsgebäude des Zweckverbandes.
„Abschied“ von Reiner Fritsche

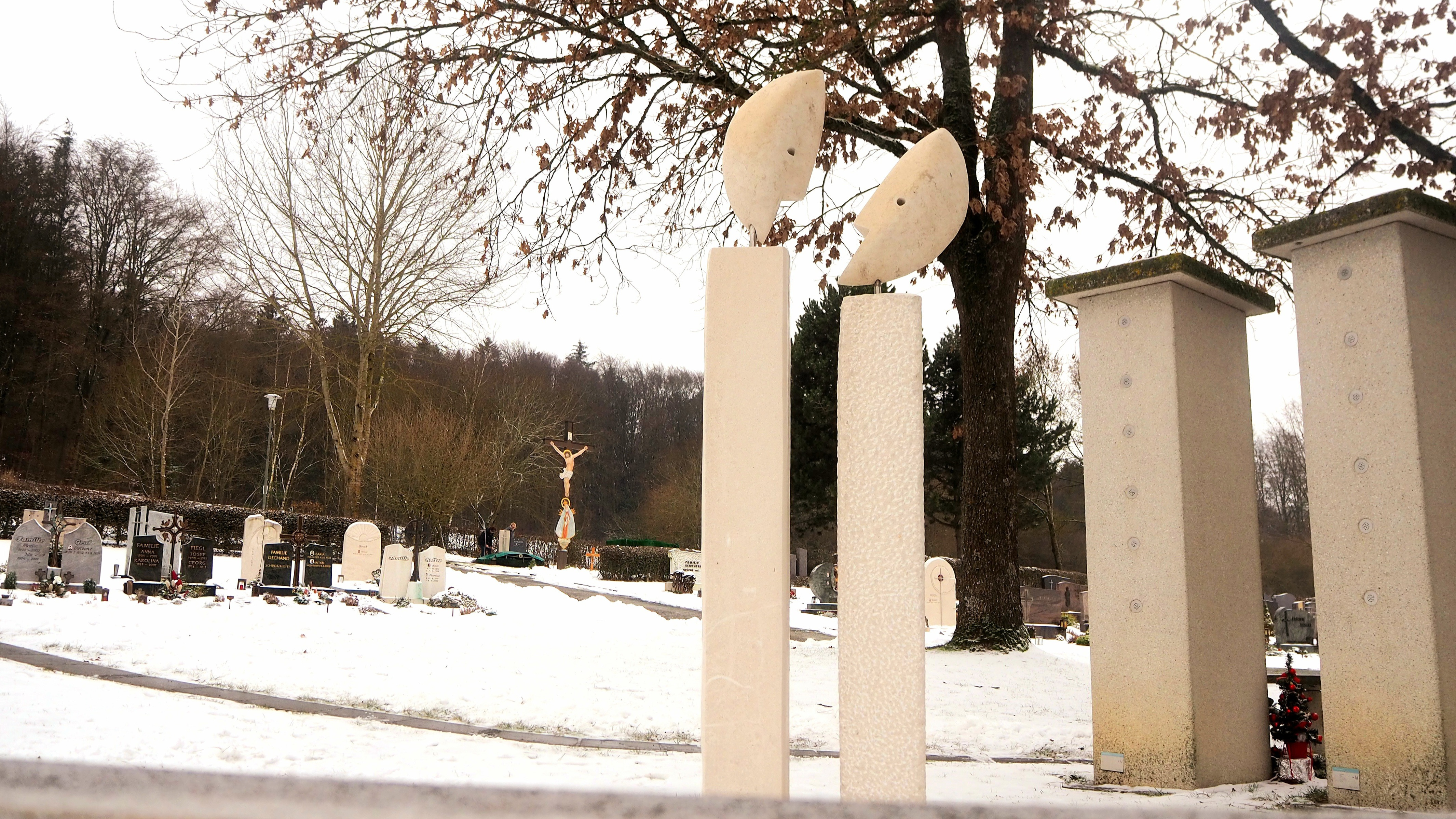
Abschied von Reiner Fritsche

Die beiden Stelen, die sich auf dem Friedhof des Ortsteils Oberpfraundorf befinden, stellen stark vereinfacht zwei Menschen dar und nehmen Bezug auf das Leben und an das, was nach dem Tod folgt. Die raue Stele symbolisiert dabei das Leben in all seinen Höhen und Tiefen. Die glatte Stele steht für das Leben nach dem Tod, ihre irdische Hülle liegt zurückgelassen auf dem Boden. Wie zwei Kerzen wirken die Stelen auf den ersten Blick durch die halbrunden Teile, die aufgesetzt sind. Bei näherer Betrachtung sind es zwei Gesichter, die sich zuwenden – das Lebende dem voraus gegangen. Die Stelen sind dabei so angeordnet, dass der Betrachter von der einen Seite den Blick in Richtung des Friedhofes, also des Todes, von der anderen Seite den Blick in Richtung des Dorfes und somit des Lebens, hat.
„Nagel des Schmerzes – Loslassen“ von Reiner Fritsche

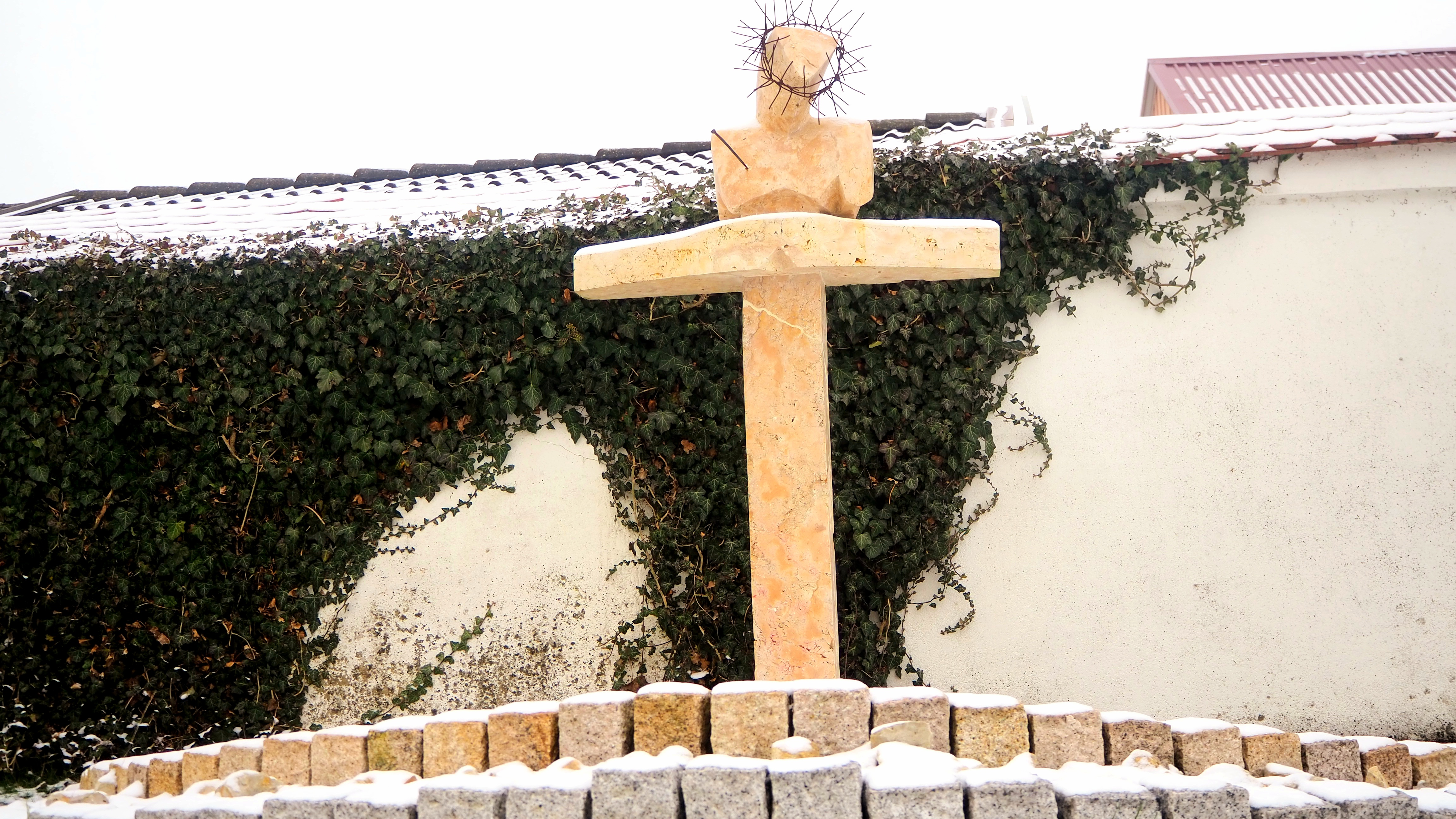
Nagel des Schmerzes – Loslassen von Reiner Fritsche

Auf einem abstrakten Kreuz ruht der Kopf von Christus wie eine Büste. Das Werk auf dem Friedhof des Ortsteils Schwarzenthonhausen ist als Fortsetzung einer Reihe, mit dem Titel Nagel des Schmerzes, gedacht. Der Nagel ist als brutales Sinnbild des Schmerzes zu sehen, der von Menschen anderen Menschen zugefügt worden ist und täglich irgendwo auf der Welt wiederholt wird. Der Nagel und die Dornenkrone sind rostig und rau im Gegensatz zu dem glattgeschliffenen Stein der Christusbüste. Entgegen gängiger Christdarstellungen hängt dieser Christus nicht am Kreuz, sondern thront über dem Kreuz, als Zeichen, dass er losgelassen hat vom Schmerz und dem irdischen Leben.

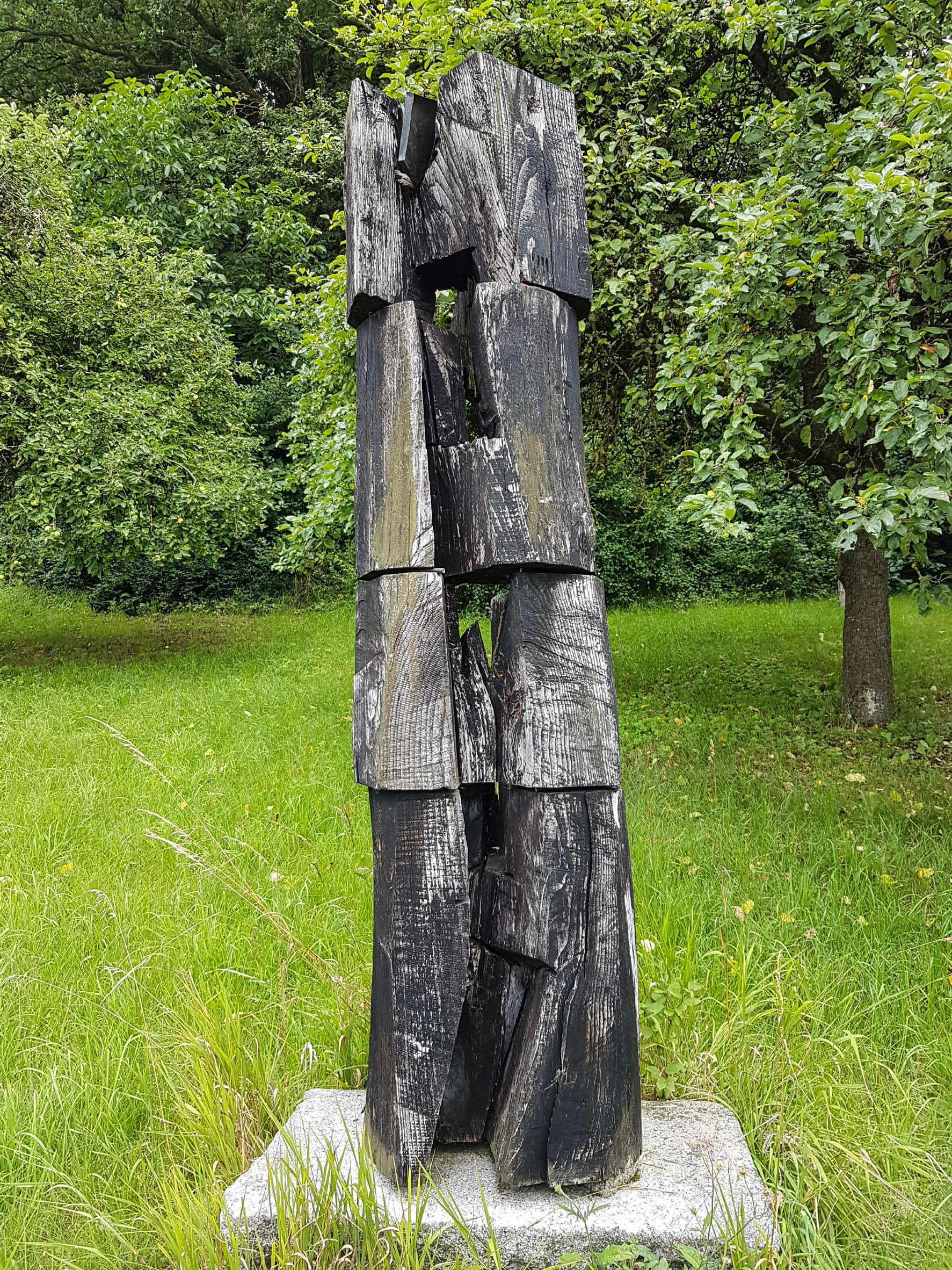
Holzstele von Armin Göhringer
Die von Armin Göhringer gestaltete Holzstele ist das bisher jüngste Kunstwerk in der Dauerausstellung des Europa-Skulpturenparks. Die Stele befindet sich im Kernbereich des Skulpturenparks, direkt an der Schwarzen Laaber. Göhringers Kunstwerk spendete eine Familie dem Kuratorium, nachdem sie häufiger den Skulpturenpark besuchte.

## Internationale Kulturarbeit

### Sommerakademie
Mit der Entstehung des Europa-Skulpturenparks wuchs in Teilen der Bevölkerung in der Region auch ein intensiveres Interesse an der Kunst. Deshalb entschieden sich die Verantwortlichen bereits 1993 zu einer sogenannten Sommerakademie. Sie bot kunstaffinen Menschen die Möglichkeit, unter Anleitung namhafter, internationaler Künstler selbst künstlerisch aktiv zu werden. Die erste der Akademien beschäftigte sich mit der Malerei. Als Dozenten fungierten die Maler Hans Stendl und Constantin Flondor. Die seither jährlich stattfindende Sommerakademie beinhaltet neben Malerei auch andere Kunstformen, wie die Bildhauerei. Sie trug maßgeblich zum Selbstverständnis der Bevölkerung mit den Werken des Skulpturenparks bei.

### Veranstaltungen
Das Zentrum des Europa-Skulpturenparks auf den Laberwiesen war und ist Austragungsort zahlreicher kultureller Veranstaltungen: Regionale, nationale und internationale Musiker und Bands traten inmitten der Kunstwerke bei Konzerten auf; berühmte Kinofilme verwandelten den Skulpturenpark in ein Open-Air-Kino. Die Verbindung der europäischen Völker durch und mit der Kunst steht dabei im Mittelpunkt.

## Bedeutende Künstler
Der Zerfall der Sowjetunion und der daraus resultierende Fall des „Eisernen Vorhangs“ brachten viele, bis dahin in der westlichen Kunstszene unbekannte, Künstler zum Vorschein. Einige von diesen inzwischen international anerkannten Künstlern setzten ihr erstes „Ausrufezeichen“ in Westeuropa im Europa-Skulpturenpark in Beratzhausen. Zu den bekanntesten Künstlern in der Dauerausstellung gehört Aurel Vlad. Der 1954 in Galati (Rumänien) geborene Bildhauer studierte am Institut für Bildende Kunst Nicolae Grigorescu. Neben unzähligen internationalen Ausstellungen ist er im Europa-Skulpturenpark viermal und damit neben Mihai Buculei am häufigsten vertreten. Buculei studierte, wie Vlad, ebenfalls am Institut für Bildende Kunst Nicolae Grigorescu und in Italien. Seit 1980 arbeitet er an einem Monumentalwerk in einer Waldlichtung bei Butenia/Arad. Nach Ansicht des ehemaligen rumänischen Kulturstaatssekretärs Radu Borianu aus Bukarest, hat er „in der ‚Kulturhauptstadt Rumäniens in Bayern‘ seine Spuren hinterlassen“. Ebenfalls zu den international renommierten Künstlern der Dauerausstellung gehört Snejana Simeonova. Die Bulgarin „regt mit ihren Skulpturen zum Nachdenken an. Es sind tiefgründige Objekte mit versteckten Anspielungen“, so der Bonner Kunstverein. Ihr in Beratzhausen ausgestelltes Werk „Türme“ ist im vom Braun Publishing Verlag veröffentlichten Buch „500 X Art in Public“ erschienen. Die Veröffentlichung zeigt bedeutende Werke aus mehr als 4.500 Jahren Kunstgeschichte. Mit Ludwig „Wigg“ Bäuml zählt auch ein regionaler Künstler zu den bedeutenden Persönlichkeiten. Der 1954 geborene Oberpfälzer ist Vorsitzender des Bundesverbandes Bildender Künstlerinnen und Künstler Niederbayern/Oberpfalz. Werke Bäumls gehören unter anderem den Bayerischen Staatsgemäldesammlungen.

## Auszeichnung
Für seinen Einsatz zur Einigung Europas mithilfe der Kunst und seinen Europa-Skulpturenpark erhielt das Kuratorium Europäische Kulturarbeit 2011 den Kulturpreis des Landkreises Regensburg.

## Wissenswertes

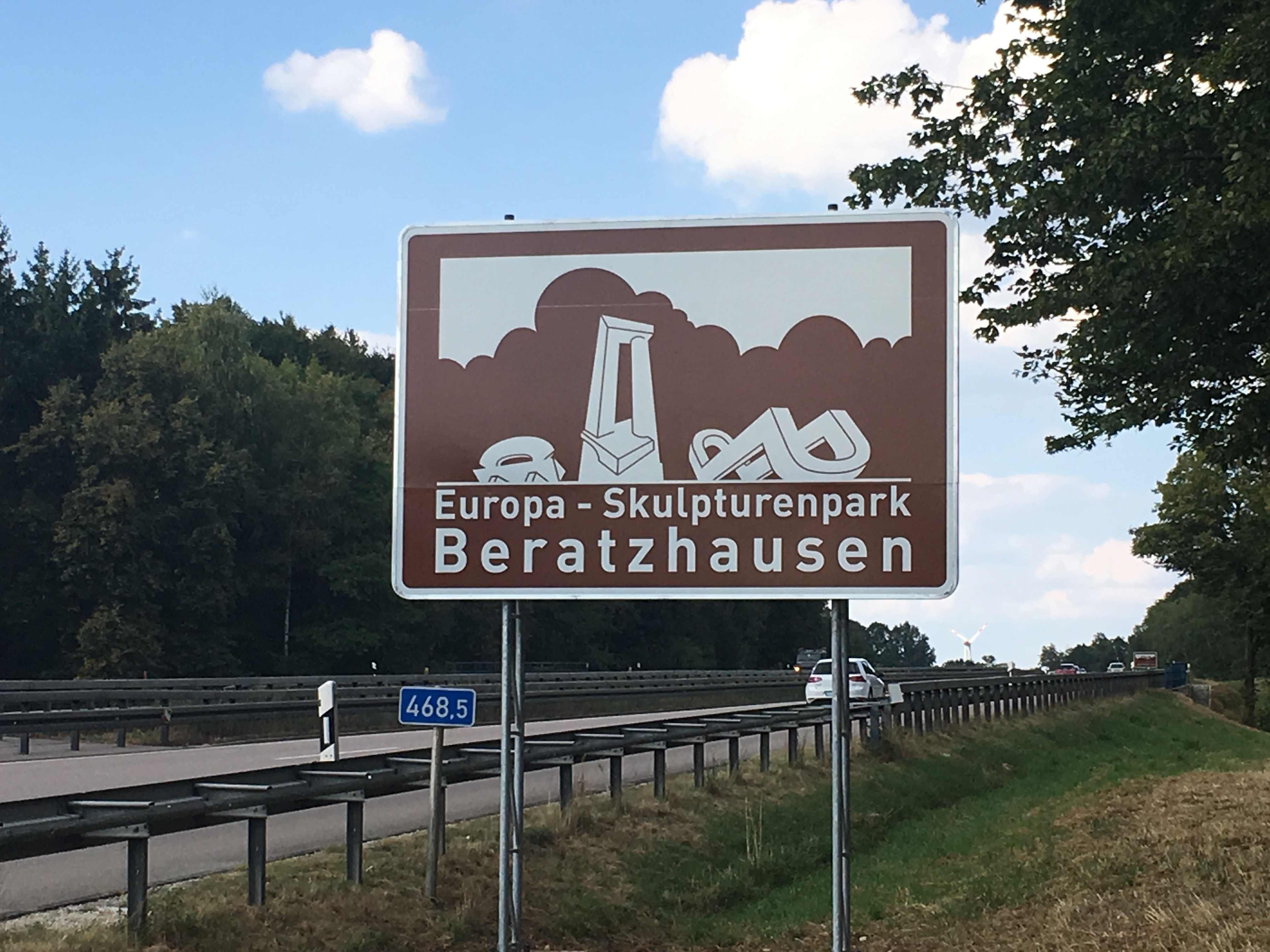
Ein touristisches Unterrichtungsschild weist auf der A3 auf den Skulpturenpark hin

1995 übernahm der damalige Bayerische Ministerpräsident Edmund Stoiber die Schirmherrschaft des Symposiums der Konkreten Kunst in Beratzhausen.
Die Schirmherren des Bildhauer-Symposiums 1998 waren der damalige Bundesaußenminister Klaus Kinkel und der Außenminister der Republik Rumänien, Andrei Gabriel Pleșu.
Eine weitere Besonderheit des Skulpturenparks seit seiner Entstehung ist es, dass den Künstlern bei der Wahl ihrer Arbeiten weder Vorgaben noch Grenzen gesetzt wurden. Stattdessen wurden ihnen eine Reihe von Standorten vorgeschlagen, aus denen sie auswählen konnten, um dort ihre Idee zu jeweils einem Thema zu verwirklichen.
2016 erhielt der Europa-Skulpturenpark eine Touristische Unterrichtungstafel auf der Bundesautobahn 3 zwischen München und Nürnberg.